# Chailly-en-Bière
Pour les articles homonymes, voir Chailly.
Ne doit pas être confondu avec Chailly-en-Brie.
Chailly-en-Bière est une commune française située dans le département de Seine-et-Marne, en région Île-de-France.
En 2022, elle compte 2 172 habitants.
Ce village de plaine en lisière de la forêt de Fontainebleau est connu pour avoir accueilli les peintres faisant partie de l'École de Barbizon, Barbizon étant à l'époque, un hameau de Chailly.

## Géographie

### Localisation

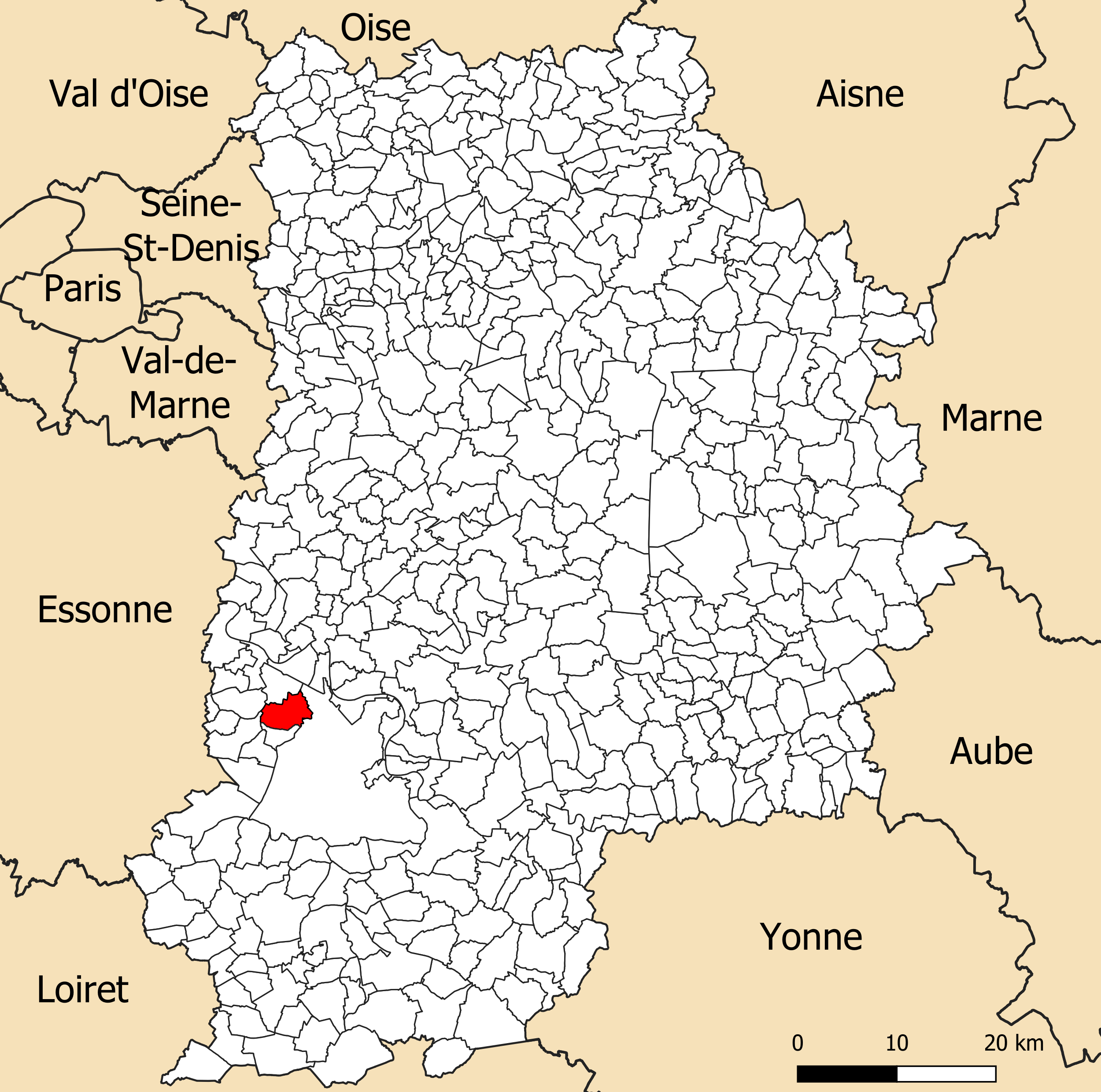
Localisation de Chailly-en-Bière dans le département de Seine-et-Marne.

La commune de Chailly-en-Bière est située au sud-ouest du département de Seine-et-Marne, en région Île-de-France, et au nord-est de la région naturelle du Gâtinais,.
Elle se situe à 9,79 km par la route de Melun, préfecture du département et à 10,93 km de Fontainebleau, sous-préfecture. La commune fait en outre partie du bassin de vie de Paris.

### Communes limitrophes

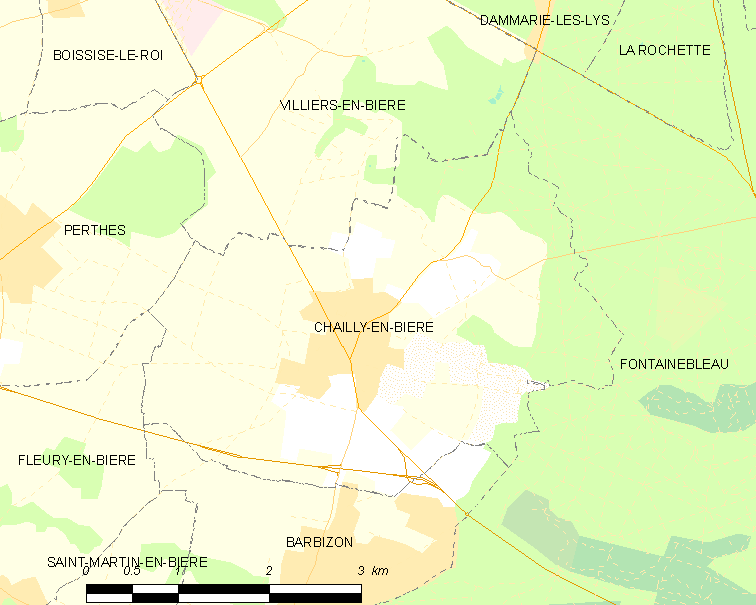
Carte des communes limitrophes de Chailly-en-Bière.

Les communes les plus proches sont : 
Barbizon (2,4 km), Villiers-en-Bière (3,1 km), Perthes (4,0 km), Saint-Martin-en-Bière (4,5 km), Fleury-en-Bière (4,8 km), Saint-Sauveur-sur-École (5,5 km), Cély (5,7 km), Dammarie-les-Lys (5,7 km).
|                                        | Villiers-en-Bière |               |
| Perthes                                | Chailly-en-Bière  | Fontainebleau |
| Fleury-en-Bière, Saint-Martin-en-Bière | Barbizon          |               |

### Relief et géologie

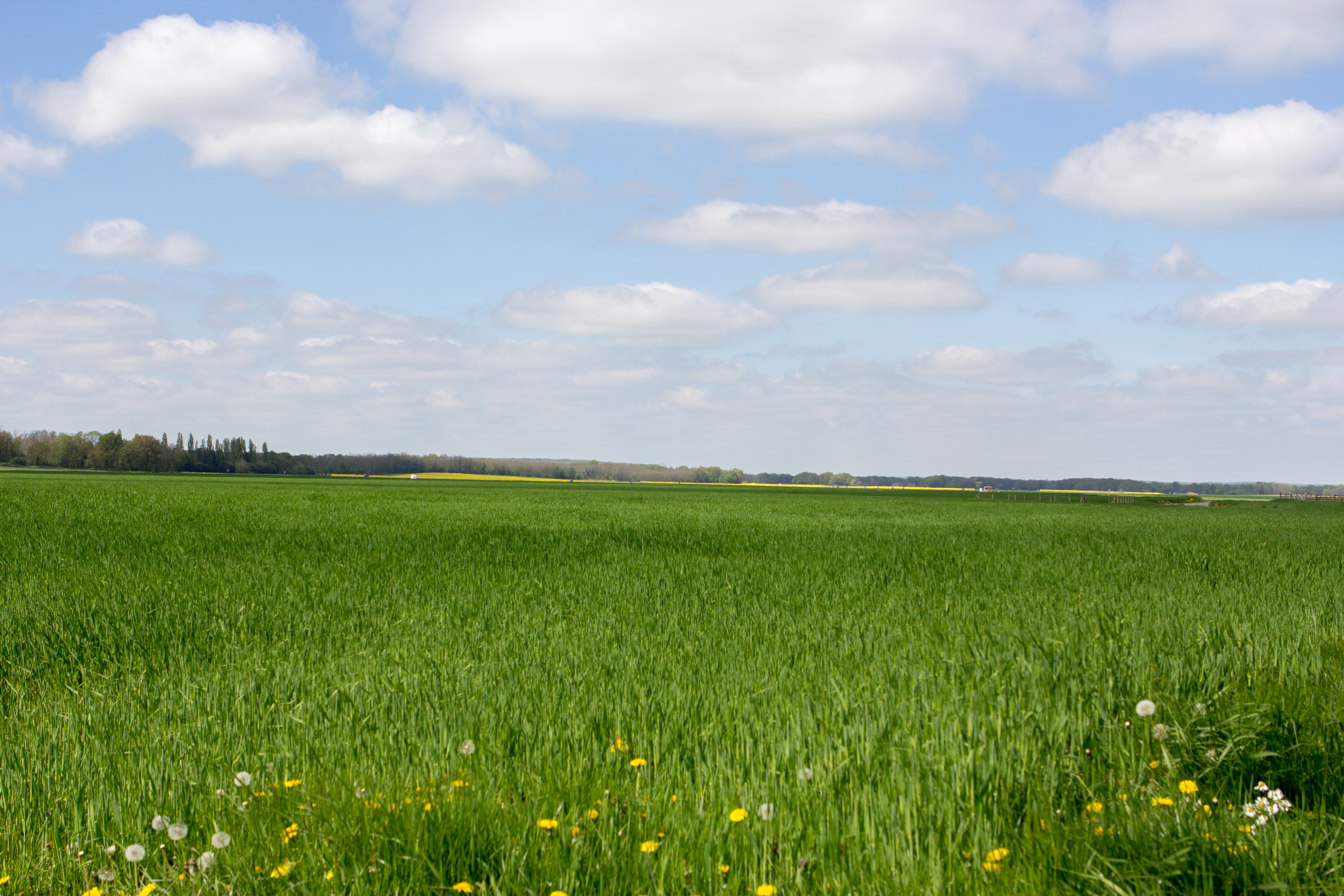
La plaine de la Bière à l'ouest de Chailly-en-Bière.

Le territoire de la commune se situe dans la partie nord-ouest de la plaine de la Bière qui constitue la partie nord-est de la région naturelle du Gâtinais et qui est délimitée au nord et à l'ouest par la rivière École ; à l'est, par la Seine et au sud par la forêt de Fontainebleau.
L'altitude moyenne du territoire est de 80 m dans l'ensemble de la plaine. L’altitude minimale est de 79 m au lieu-dit la Porcherie, situé au nord du territoire, ainsi qu'au hameau de Faÿ situé au nord-est. L'altitude maximale étant de 92 m au centre de la commune au lieu-dit les Roches.
Géologiquement intégré au bassin parisien, qui est une région géologique sédimentaire, l'ensemble des terrains affleurants de la commune sont issus de l'ère géologique Cénozoïque (des périodes géologiques s'étageant du Paléogène au Quaternaire),.
Les sols de toute la partie ouest et centrale de la commune, correspondant à la plaine de la Bière, ainsi que les parties nord et nord-est, datent du Quaternaire. Ces sols sont formés d'un complexe de limon des plateaux (LP) constitués de limon, d'argiles et de sables sur une épaisseur estimée à 1,5 m ou plus. Les limons des plateaux pouvant se trouver sur un substrat de calcaire et de meulière de Brie (g1CB) datant du Stampien (Oligocène). Une petite bande constituée de formations alluviales résiduelles ou colluvionnées (CE), elle aussi sur un substrat de calcaire et de meulière de Brie (g1CB), est présente aussi au nord-est du territoire.
Les sols de la partie orientale de la commune, en lisière de la forêt de Fontainebleau, datent aussi du Quaternaire. Ces sols sont composés de « grèves » (formés de cailloutis calcaires et de sables) (GZ) ou de formations sableuses dérivant pour l'essentiel des « sables de Fontainebleau » (g1SF). Quelques bandes de sables et de grès de Fontainebleau (g1GF), datant du Stampien moyen et supérieur, sont présentes à l'est et au nord-est du territoire,.

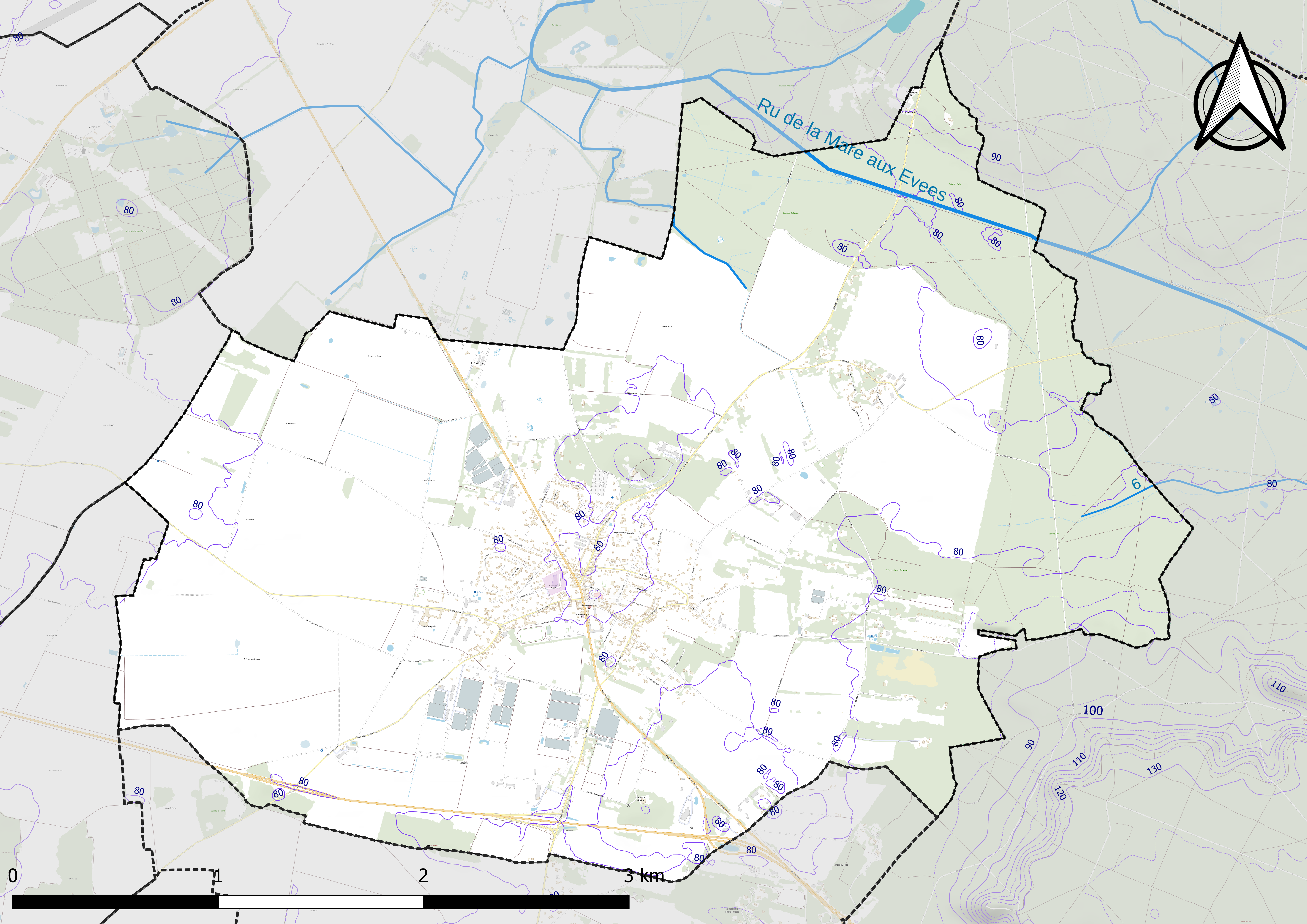
Carte du relief de Chailly-en-Bière.
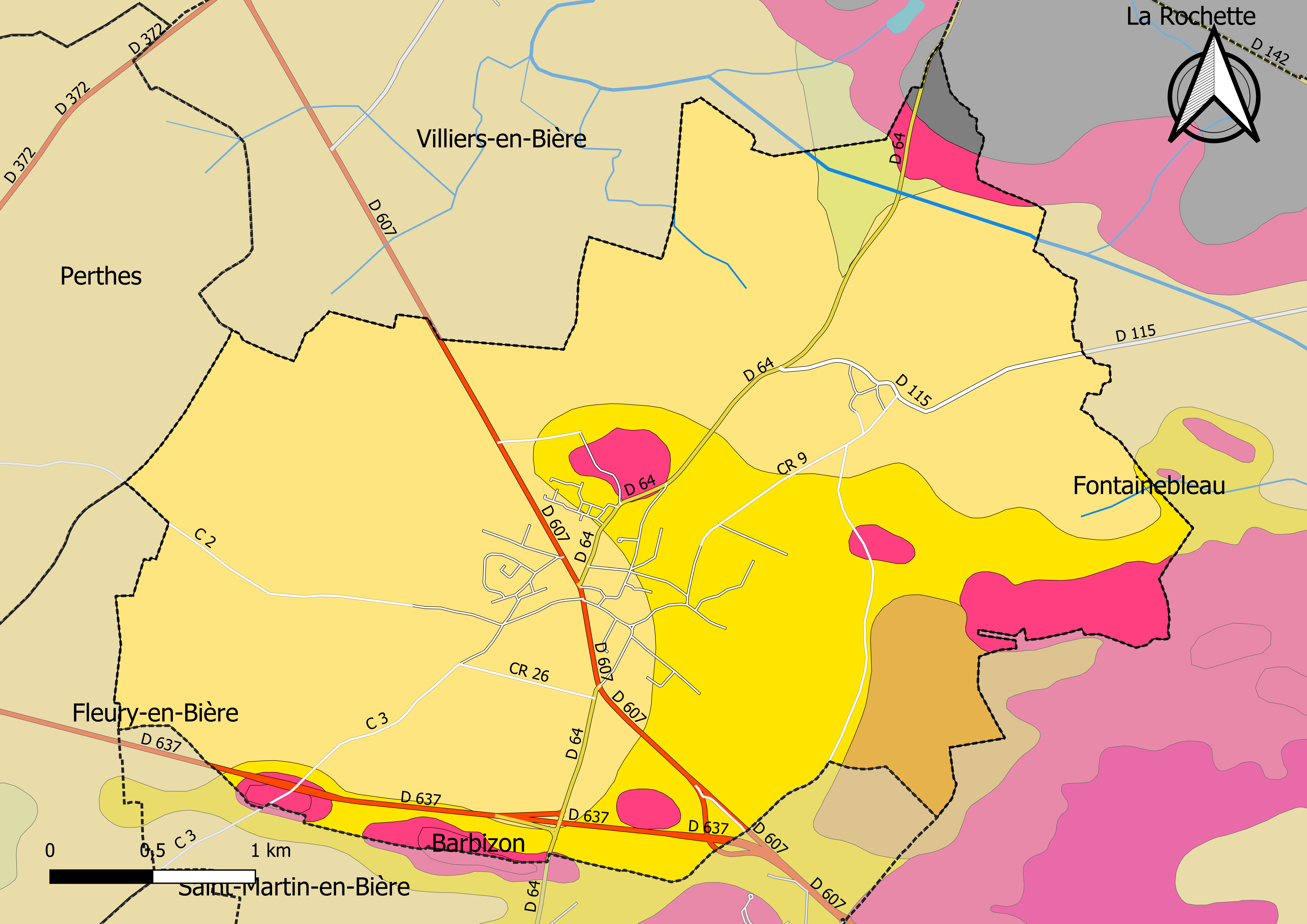
Carte géologique vectorisée et harmonisée de Chailly-en-Bière.

|  | CE : | Colluvions polygéniques éboulis.                                 |
|  | CF : | Colluvions de versant et de fond de vallon.                      |
|  | GZ : | Grèzes litées (cailloutis calcaire et sable), dépôt de pente.    |
|  | LP : | Limon des plateaux de composition argilo-marneuse.               |
|  | Fv : | Alluvions anciennes : sables et graviers (Cailloutis de Sénart). |

|  | g1GF : | Grès de Fontainebleau en place ou remaniés (grésification quaternaire de sables stampiens dunaires). |
|  | g1SF : | Sables de Fontainebleau, accessoirement grès en place ou peu remanié (versant).                      |

### Hydrographie
Le système hydrographique de la commune se compose de trois cours d'eau référencés :
- le ru de la Mare aux Evées, 11,26 km[11], affluent gauche de la Seine, qui traverse le territoire de la commune au nord-est sur 1,2 km, est le seul cours d'eau notable de Chailly-en-Bière[12] ;
  - le canal 03 des Pommeraies, 1,69 km[13], qui conflue avec le ru de la Mare aux Evées ;
- le fossé 01 du bois de faÿ, 1,75 km[14].

La longueur linéaire globale des cours d'eau sur la commune est de 2,15 km.

### Climat
Pour des articles plus généraux, voir Climat de l'Île-de-France et Climat de Seine-et-Marne.
En 2010, le climat de la commune est de type climat océanique dégradé des plaines du Centre et du Nord, selon une étude du CNRS s'appuyant sur une série de données couvrant la période 1971-2000. En 2020, Météo-France publie une typologie des climats de la France métropolitaine dans laquelle la commune est exposée à un climat océanique altéré et est dans la région climatique Sud-ouest du bassin Parisien, caractérisée par une faible pluviométrie, notamment au printemps (120 à 150 mm) et un hiver froid (3,5 °C).
Pour la période 1971-2000, la température annuelle moyenne est de 11,2 °C, avec une amplitude thermique annuelle de 15,6 °C. Le cumul annuel moyen de précipitations est de 676 mm, avec 10,9 jours de précipitations en janvier et 7,7 jours en juillet. Pour la période 1991-2020, la température moyenne annuelle observée sur la station météorologique la plus proche, située sur la commune de Fontainebleau à 9 km à vol d'oiseau, est de 11,1 °C et le cumul annuel moyen de précipitations est de 740,1 mm,. Pour l'avenir, les paramètres climatiques de la commune estimés pour 2050 selon différents scénarios d'émission de gaz à effet de serre sont consultables sur un site dédié publié par Météo-France en novembre 2022.

### Milieux naturels et biodiversité

#### Espaces protégés
La protection réglementaire est le mode d’intervention le plus fort pour préserver des espaces naturels remarquables et leur biodiversité associée,. Dans ce cadre, la commune fait partie d'un espace protégé, le Parc naturel régional du Gâtinais français, créé en 1999 et d'une superficie de 75 567 ha. D’une grande richesse en termes d’habitats naturels, de flore et de faune, il est un maillon essentiel de l’Arc sud-francilien des continuités écologiques (notamment pour les espaces naturels ouverts et la circulation de la grande faune),.
La réserve de biosphère « Fontainebleau et Gâtinais », un espace protégé créé en 1998 et d'une superficie totale de 150 544 ha, est également présente sur la commune. Cette réserve de biosphère, d'une grande biodiversité, comprend trois grands ensembles : une grande moitié ouest à dominante agricole, l’emblématique forêt de Fontainebleau au centre, et le Val de Seine à l’est. La structure de coordination est l'Association de la Réserve de biosphère de Fontainebleau et du Gâtinais, qui comprend un conseil scientifique et un Conseil Éducation, unique parmi les Réserves de biosphère françaises,,,.

#### Réseau Natura 2000

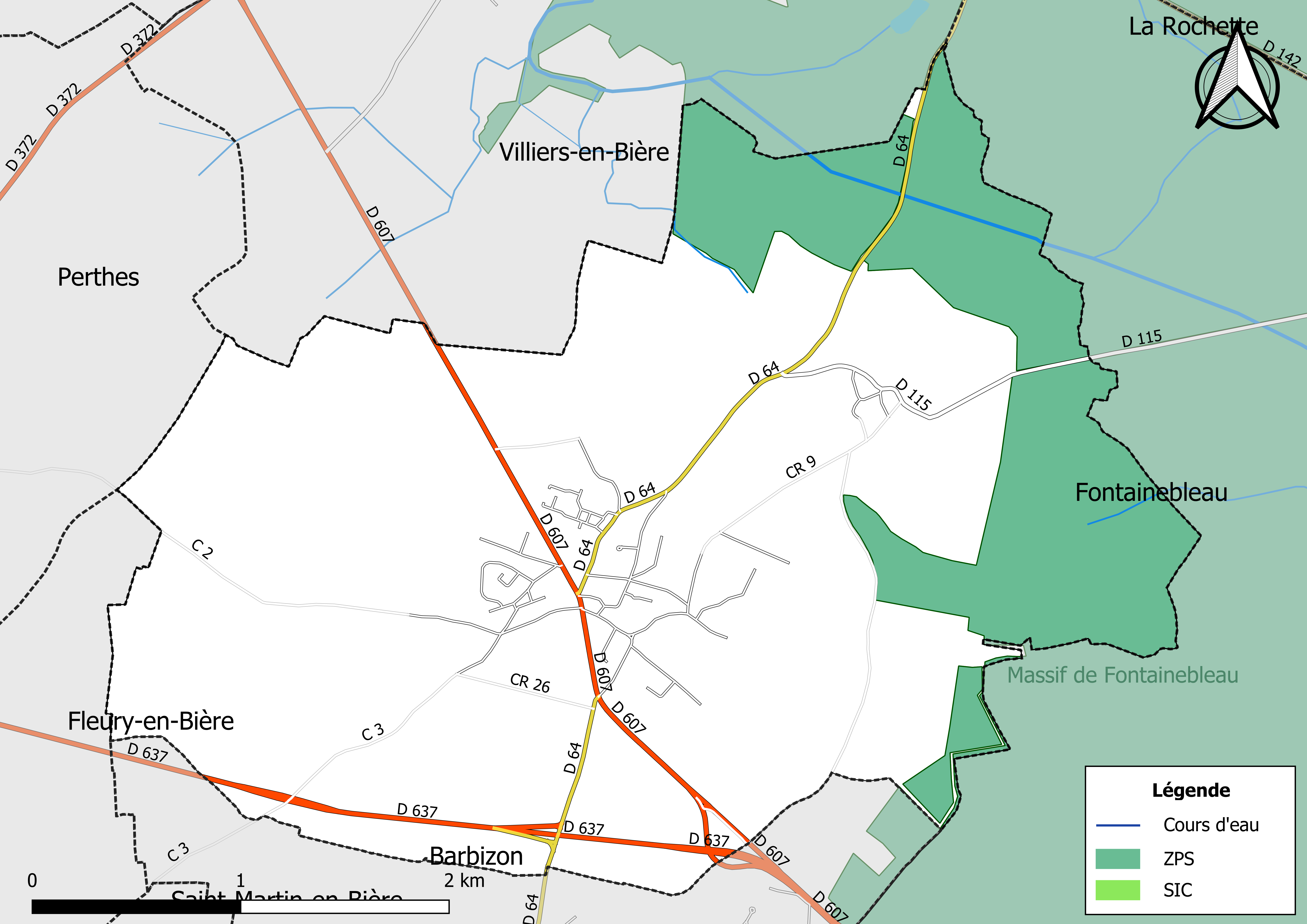
Sites Natura 2000 sur le territoire communal.

Le réseau Natura 2000 est un réseau écologique européen de sites naturels d’intérêt écologique élaboré à partir des Directives « Habitats » et « Oiseaux ». Ce réseau est constitué de Zones spéciales de conservation (ZSC) et de Zones de protection spéciale (ZPS). Dans les zones de ce réseau, les États Membres s'engagent à maintenir dans un état de conservation favorable les types d'habitats et d'espèces concernés, par le biais de mesures réglementaires, administratives ou contractuelles.
Un site Natura 2000 a été défini sur la commune, tant au titre de la « directive Habitats » que de la « directive Oiseaux » : le « Massif de Fontainebleau ». Cet espace constitue le plus ancien exemple français de protection de la nature. Les alignements de buttes gréseuses alternent avec les vallées sèches. Les conditions de sols, d'humidité et d'expositions sont très variées. La forêt de Fontainebleau est réputée pour sa remarquable biodiversité animale et végétale. Ainsi, elle abrite la faune d'arthropodes la plus riche d'Europe (3 300 espèces de coléoptères, 1 200 de lépidoptères) ainsi qu'une soixantaine d'espèces végétales protégées

#### Zones naturelles d'intérêt écologique, faunistique et floristique

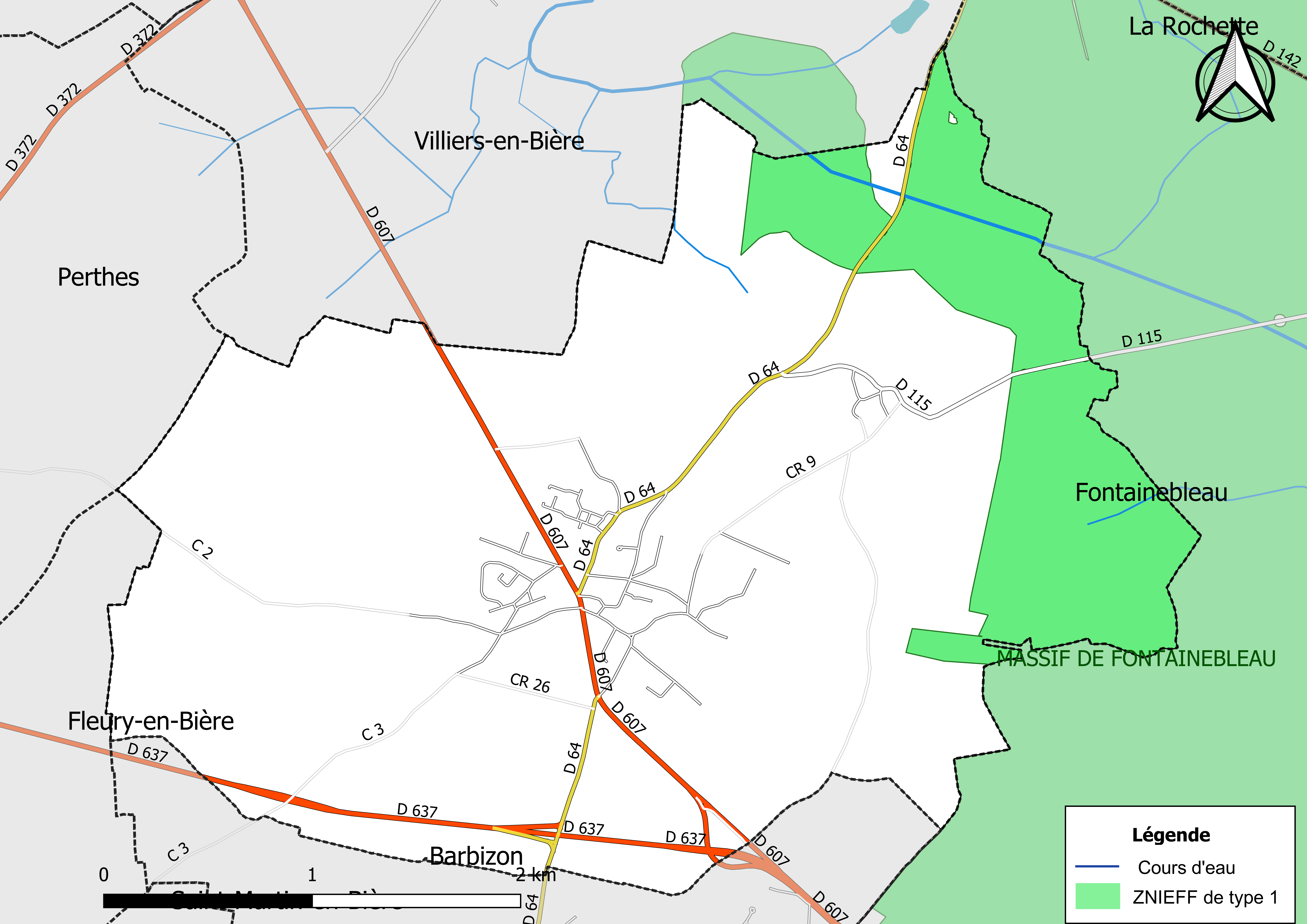
Carte des ZNIEFF de type 1 localisées sur la commune.

L’inventaire des zones naturelles d'intérêt écologique, faunistique et floristique (ZNIEFF) a pour objectif de réaliser une couverture des zones les plus intéressantes sur le plan écologique, essentiellement dans la perspective d’améliorer la connaissance du patrimoine naturel national et de fournir aux différents décideurs un outil d’aide à la prise en compte de l’environnement dans l’aménagement du territoire.
Le territoire communal de Chailly-en-Bière comprend une ZNIEFF de type 1,, le « Massif de Fontainebleau » (20 711,14 ha), couvrant dix-huit communes dont dix-sept en Seine-et-Marne et 1 dans l'Essonne.

## Urbanisme

### Typologie
Au 1er janvier 2024, Chailly-en-Bière est catégorisée bourg rural, selon la nouvelle grille communale de densité à sept niveaux définie par l'Insee en 2022.
Elle appartient à l'unité urbaine de Chailly-en-Bière, une agglomération intra-départementale regroupant trois  communes, dont elle est ville-centre,,. Par ailleurs la commune fait partie de l'aire d'attraction de Paris, dont elle est une commune de la couronne,. Cette aire regroupe 1 929 communes,.

### Lieux-dits et écarts

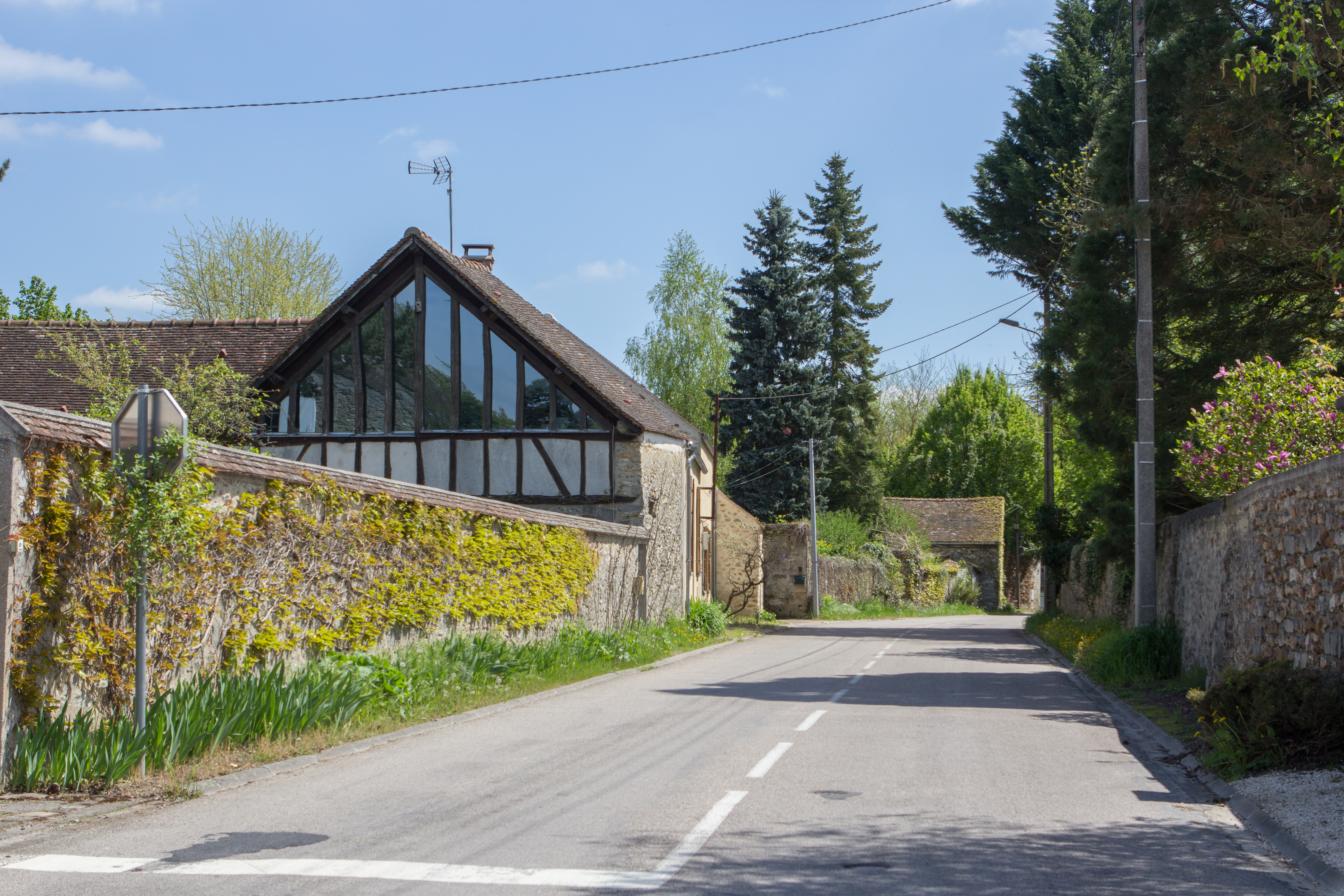
Hameau de Faÿ.

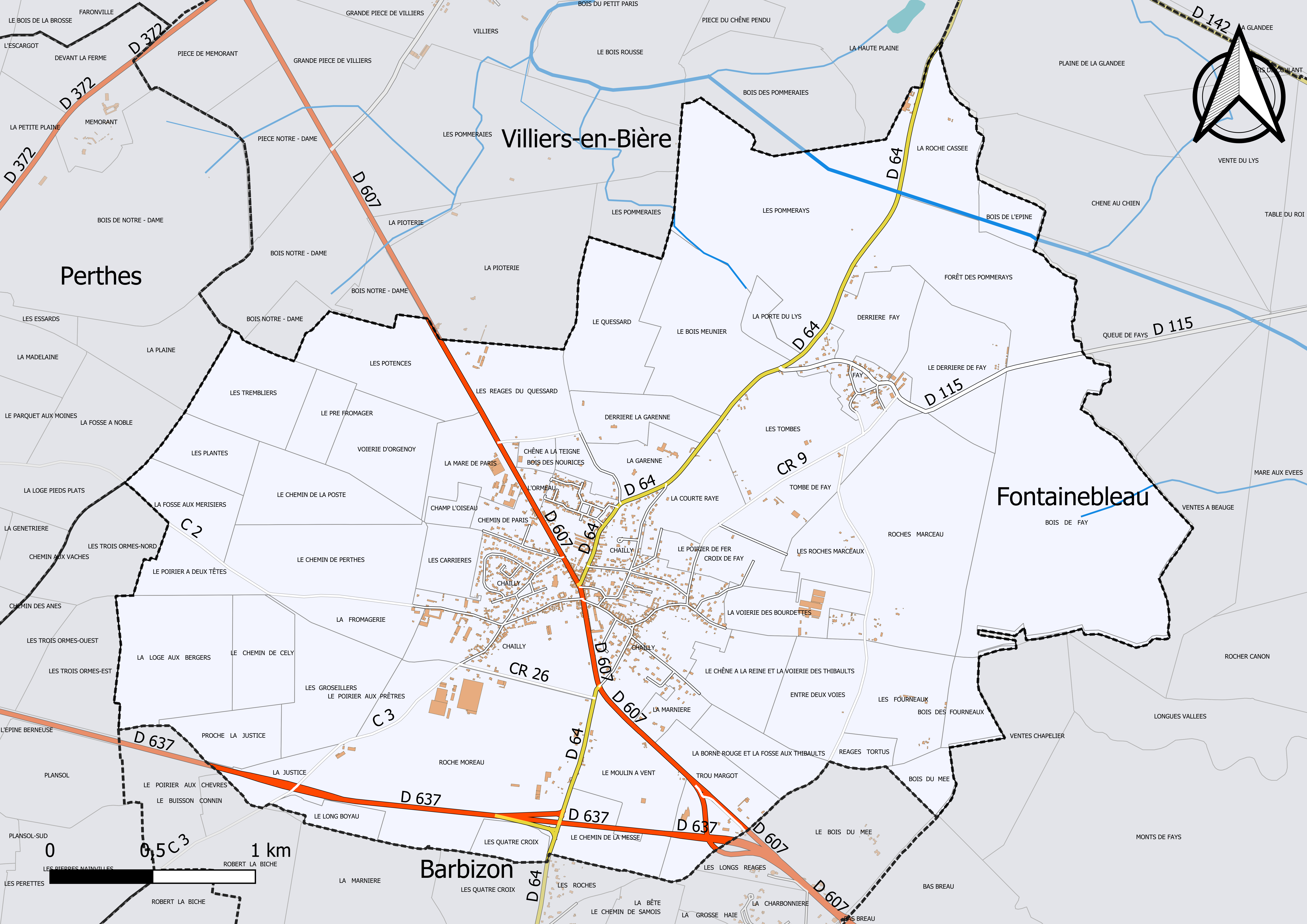
Carte du cadastre de la commune de Chailly-en-Bière.

La commune compte 64 lieux-dits administratifs répertoriés consultables ici (source : le fichier Fantoir).
Outre le village, situé au centre de la commune, Chailly-en-Bière ne possède qu'un seul hameau, celui de Faÿ, dont ses habitants se nomment les Faÿotins, il est situé au nord-est de la commune en direction de Melun.

### Morphologie urbaine
L'habitat est essentiellement constitué de maisons individuelles, de pavillons, d'anciennes fermes reconverties en habitations, de corps de ferme, et de quelques immeubles d'habitation de petites hauteurs.

### Occupation des sols
L'occupation des sols de la commune, telle qu'elle ressort de la base de données européenne d’occupation biophysique des sols Corine Land Cover (CLC), est marquée par l'importance des territoires agricoles (70,1 % en 2018), une proportion sensiblement équivalente à celle de 1990 (69,9 %). La répartition détaillée en 2018 est la suivante : 
terres arables (47,13 %),
zones agricoles hétérogènes (22,94 %),
forêts (21,81 %),
zones urbanisées (8,12 %).
| Type d’occupation | 1990      | 1990   | 2018      | 2018   | Bilan    |
| --- | --------- | ------ | --------- | ------ | -------- |
| Territoires artificialisés (zones urbanisées, zones industrielles ou commerciales et réseaux de communication, mines, décharges et chantiers, espaces verts artificialisés ou non agricoles) | 108,93 ha | 8,33%  | 106,10 ha | 8,12%  | −2,84 ha |
| Territoires agricoles (terres arables, cultures permanentes, prairies, zones agricoles hétérogènes)                                                                                          | 913,08 ha | 69,86% | 915,92 ha | 70,07% | 2,84 ha  |
| Forêts et milieux semi-naturels (forêts, milieux à végétation arbustive et/ou herbacée, espaces ouverts sans ou avec peu de végétation)                                                      | 285,08 ha | 21,81% | 285,08 ha | 21,81% | 0,00 ha  |

Parallèlement, L'Institut Paris Région, agence d'urbanisme de la région Île-de-France, a mis en place un inventaire numérique de l'occupation du sol de l'Île-de-France, dénommé le MOS (Mode d'occupation du sol), actualisé régulièrement depuis sa première édition en 1982. Réalisé à partir de photos aériennes, le Mos distingue les espaces naturels, agricoles et forestiers mais aussi les espaces urbains (habitat, infrastructures, équipements, activités économiques, etc.) selon une classification pouvant aller jusqu'à 81 postes, différente de celle de Corine Land Cover,,. L'Institut met également à disposition des outils permettant de visualiser par photo aérienne l'évolution de l'occupation des sols de la commune entre 1949 et 2018.

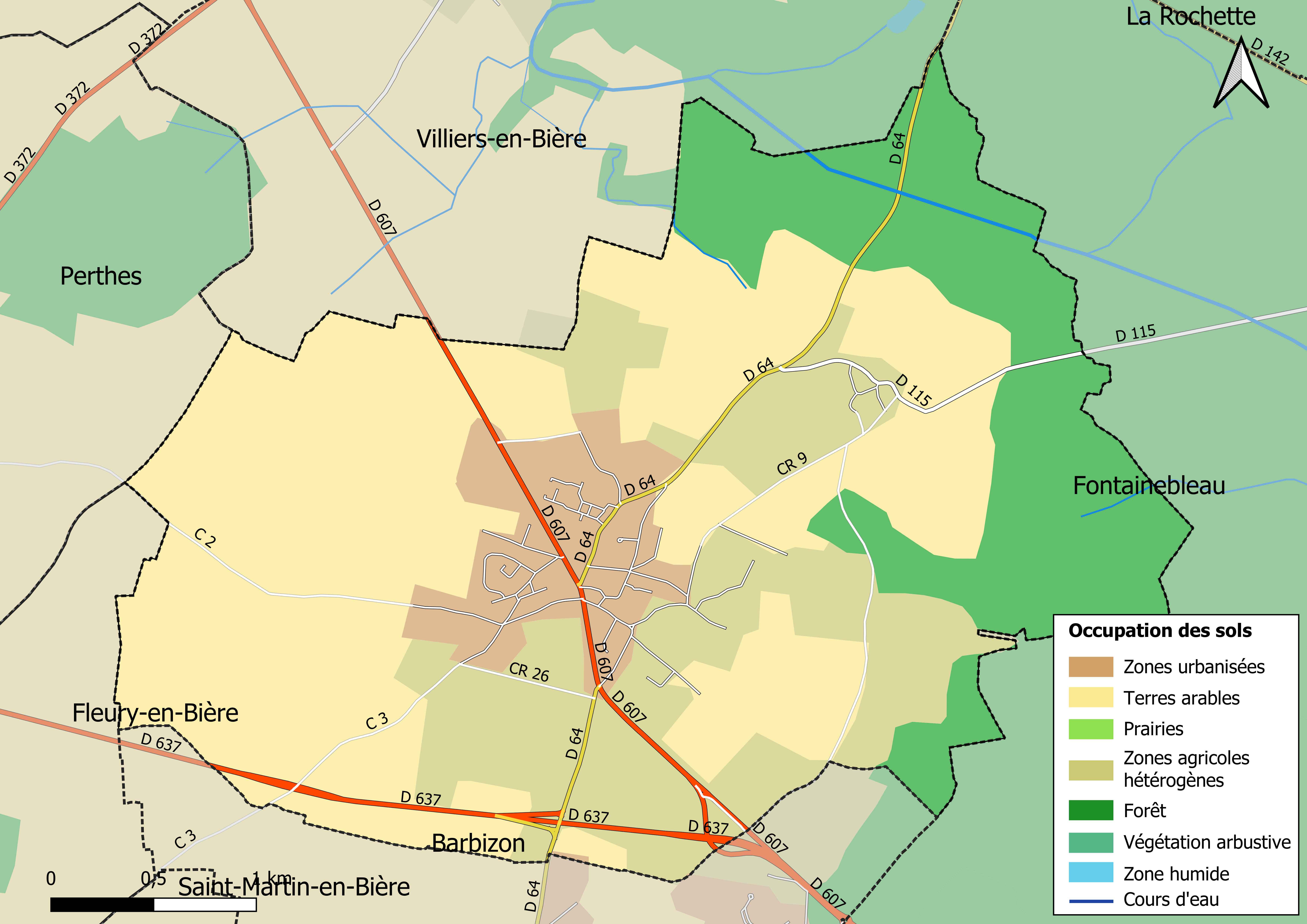
Carte des infrastructures et de l'occupation des sols en 2018 (CLC) de la commune.
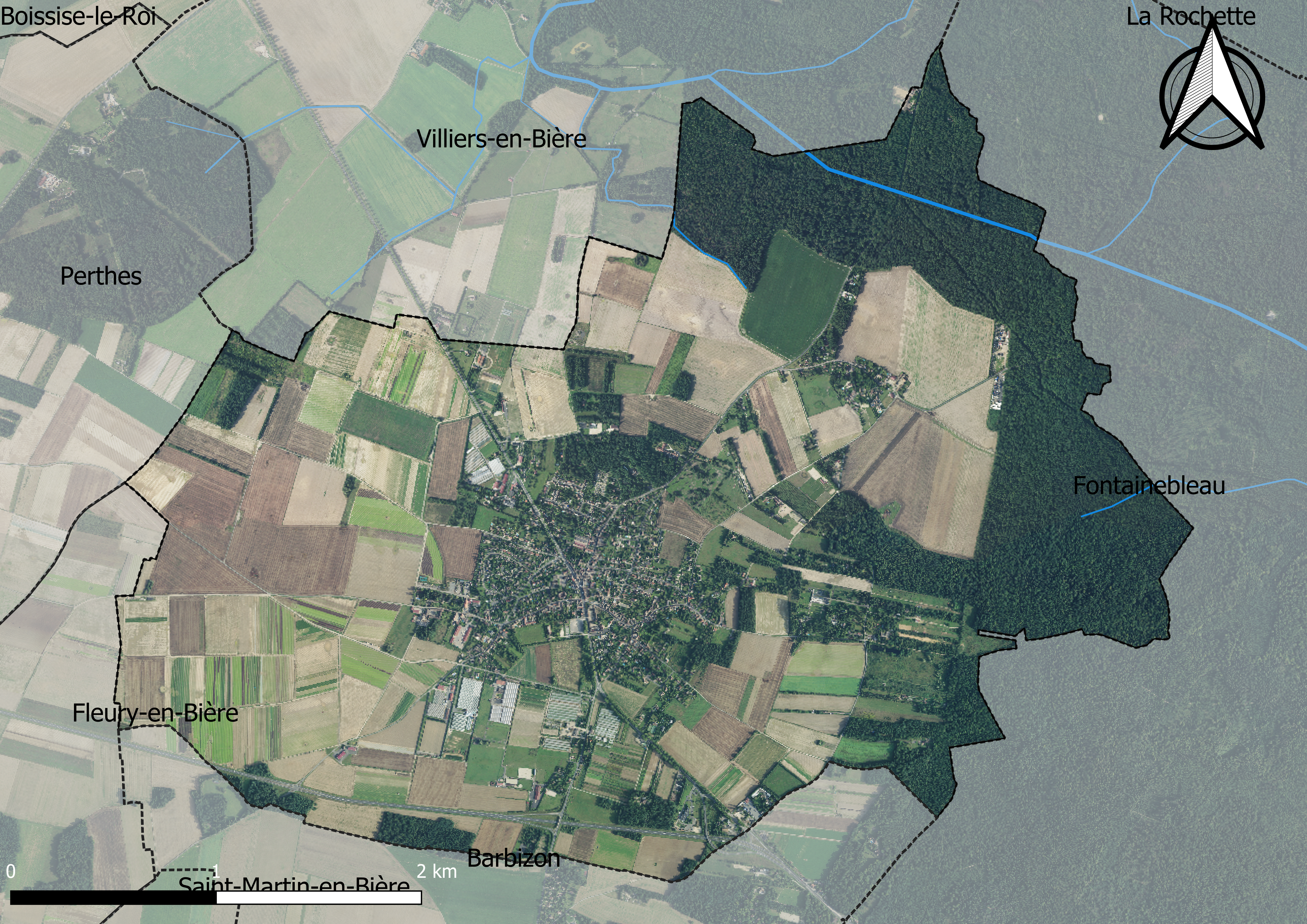
Carte orhophotogrammétrique de la commune.

### Logements

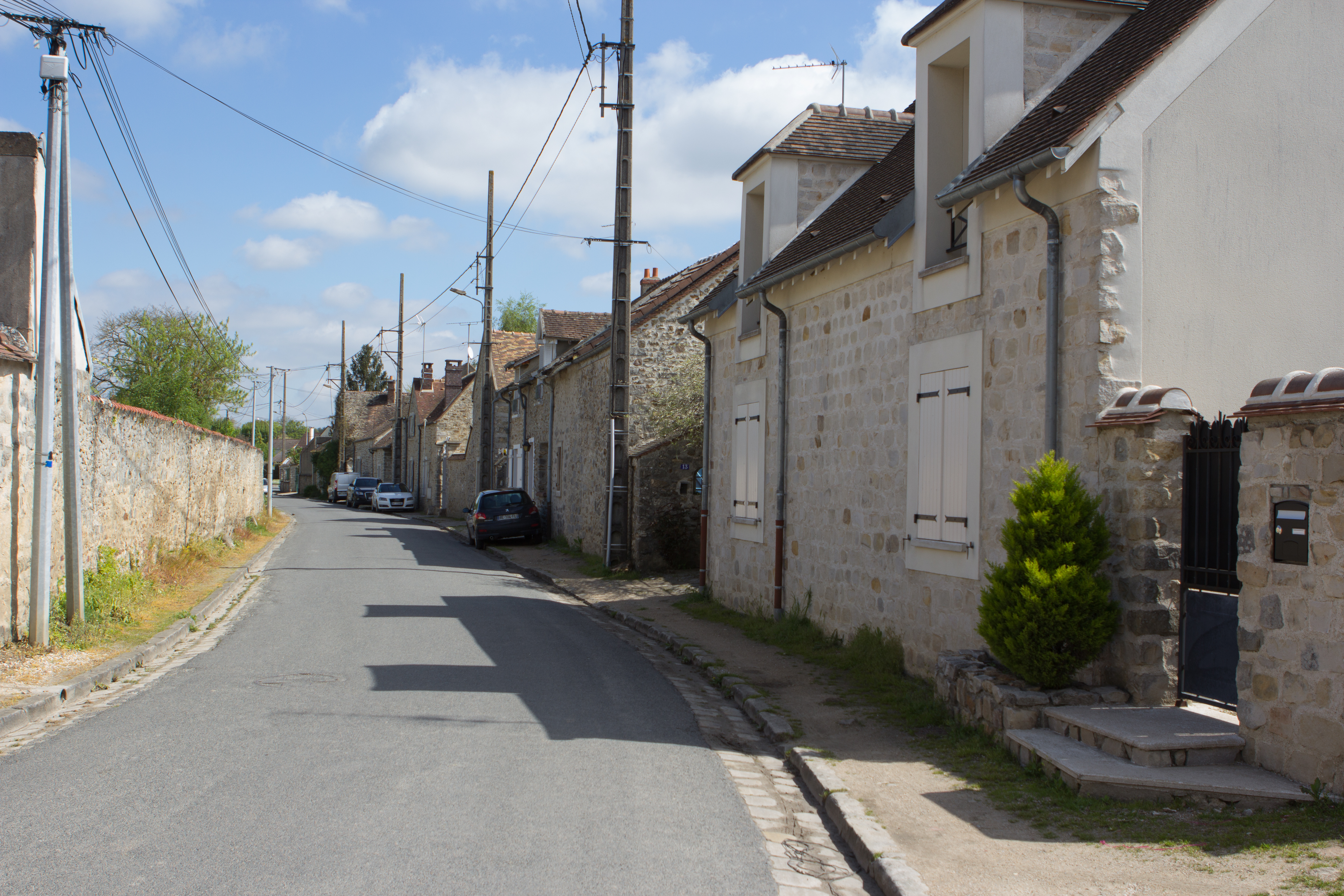
Maisons individuelles rue de Forges.

En 2009, le nombre total de logements dans la commune était de 908, alors qu'il était de 841 en 1999.
Parmi ces logements, 88,8 % étaient des résidences principales, 4,2 % des résidences secondaires et 7,0 % des logements vacants. Ces logements étaient pour 88,7 % d'entre eux des maisons individuelles et pour 11,0 % des appartements.
La proportion des résidences principales, propriétés de leurs occupants était de 78,4 %, légèrement en hausse par rapport à 1999  (77,7 %). Afin de respecter les critères de la loi relative à la solidarité et au renouvellement urbains (SRU), la municipalité a entrepris à la fin de 2012 un programme de construction de seize logements sociaux (HLM loués vides).
En 2017, le nombre total de logements dans la commune était de 938 dont 84,7 % de maisons et 14,5 % d'appartements.
Parmi ces logements, 87 % étaient des résidences principales, 4,5 % des résidences secondaires et 8,5 % des logements vacants.
La part des ménages fiscaux propriétaires de leur résidence principale s'élevait à 75,6 % contre 22,9 % de locataires dont, 1,6 % de logements HLM loués vides (logements sociaux) et, 1,5 % logés gratuitement.

### Voies de communications et transports

#### Voies de communication

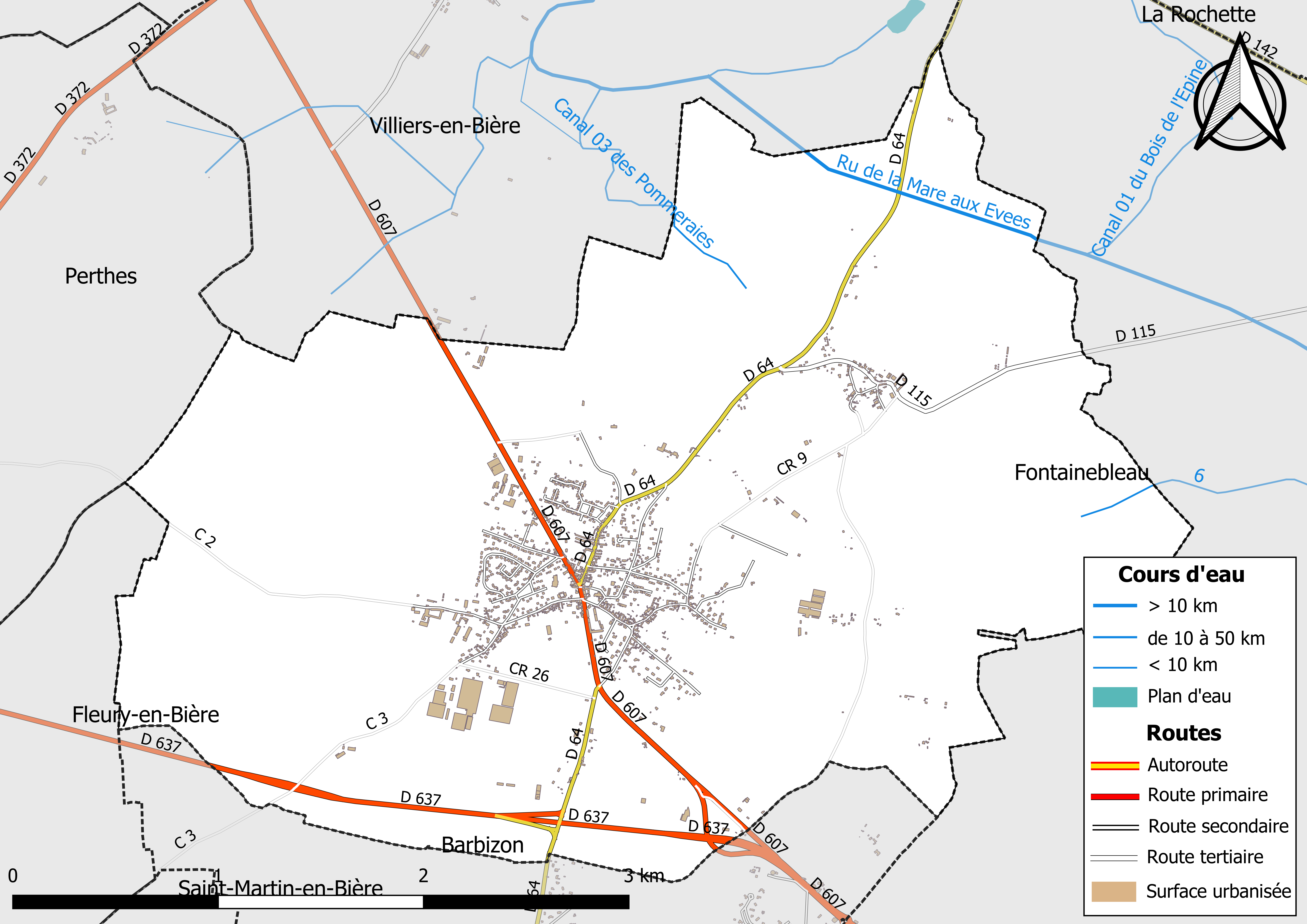
Carte des réseaux hydrographique et routier de Chailly-en-Bière.

Plusieurs routes routes départementales relient Chailly-en-Bière aux communes voisines :
- la D 607, ancienne route nationale 7, qui traverse la commune du nord au sud et relie Corbeil-Essonnes, au nord, à Fontainebleau, au sud ;
- la D 64, vers le nord en direction de Melun et vers le sud en direction de La Chapelle-la-Reine ;
- la D 637, ancienne RN 37, qui traverse d'ouest en est la commune au sud de son territoire et relie l'autoroute A6 à la route nationale 7 et à Fontainebleau ;
- la D 115, qui traverse le hameau du village, Faÿ, d'ouest en est en direction de Sivry-Courtry.

L'autoroute A6, située à 8 km à l'ouest de la ville, est accessible par la D 637.

Sélection de vues de différentes voies de communication de la commune.
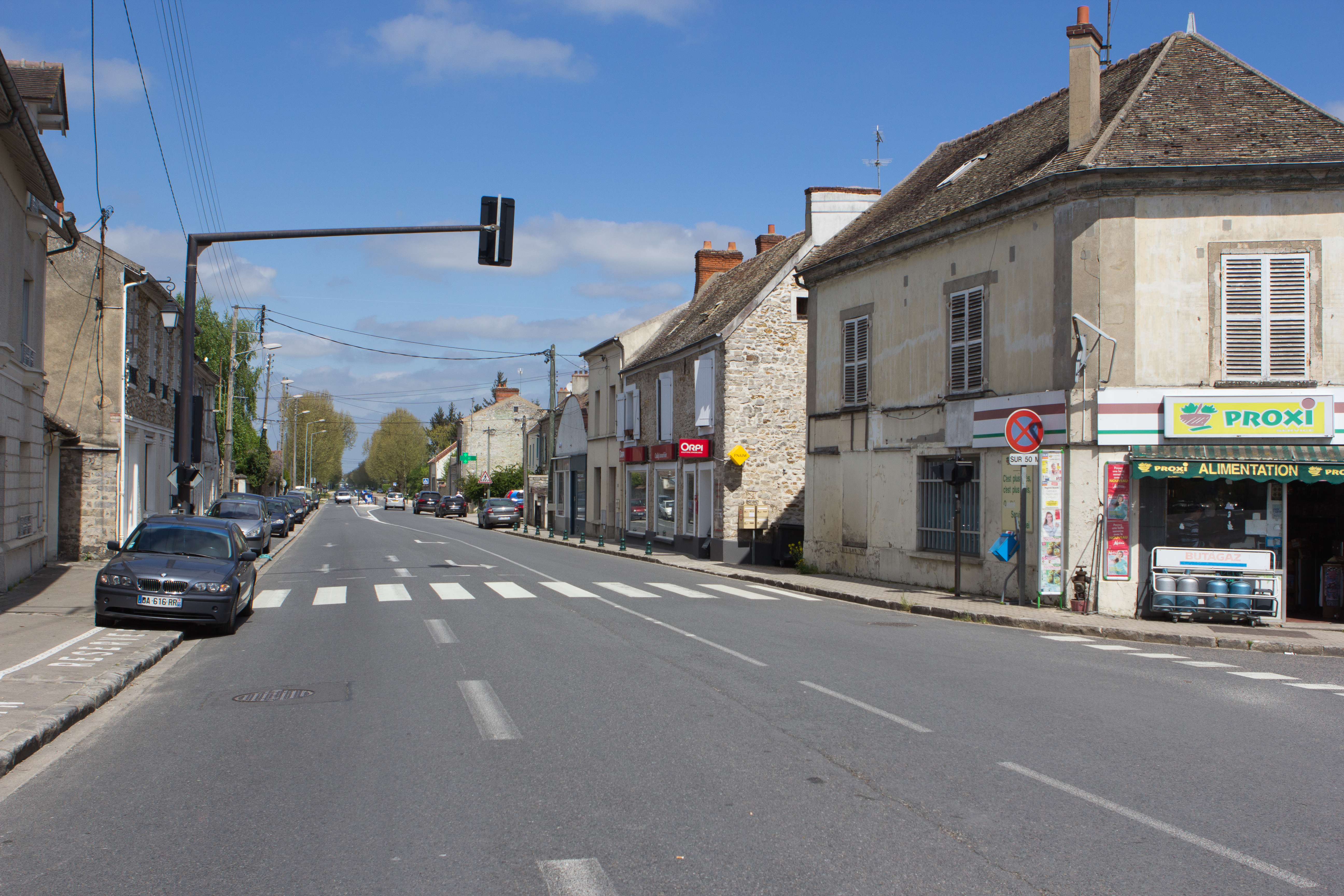
L'ancienne route nationale 7 traversant Chailly-en-Bière (vue en direction de Paris).
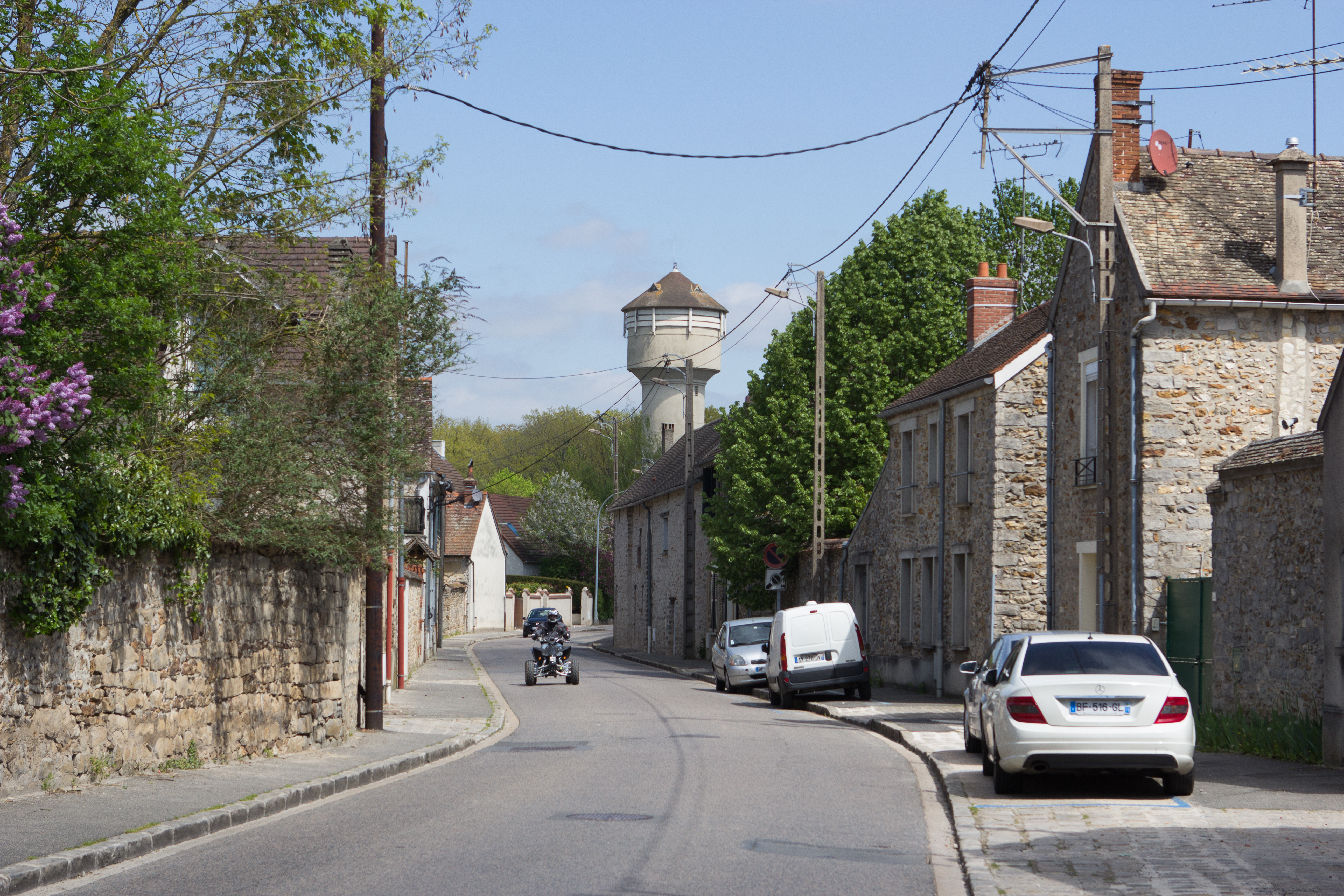
La D 60 au centre de Chailly-en-Bière, vue en direction de Melun.
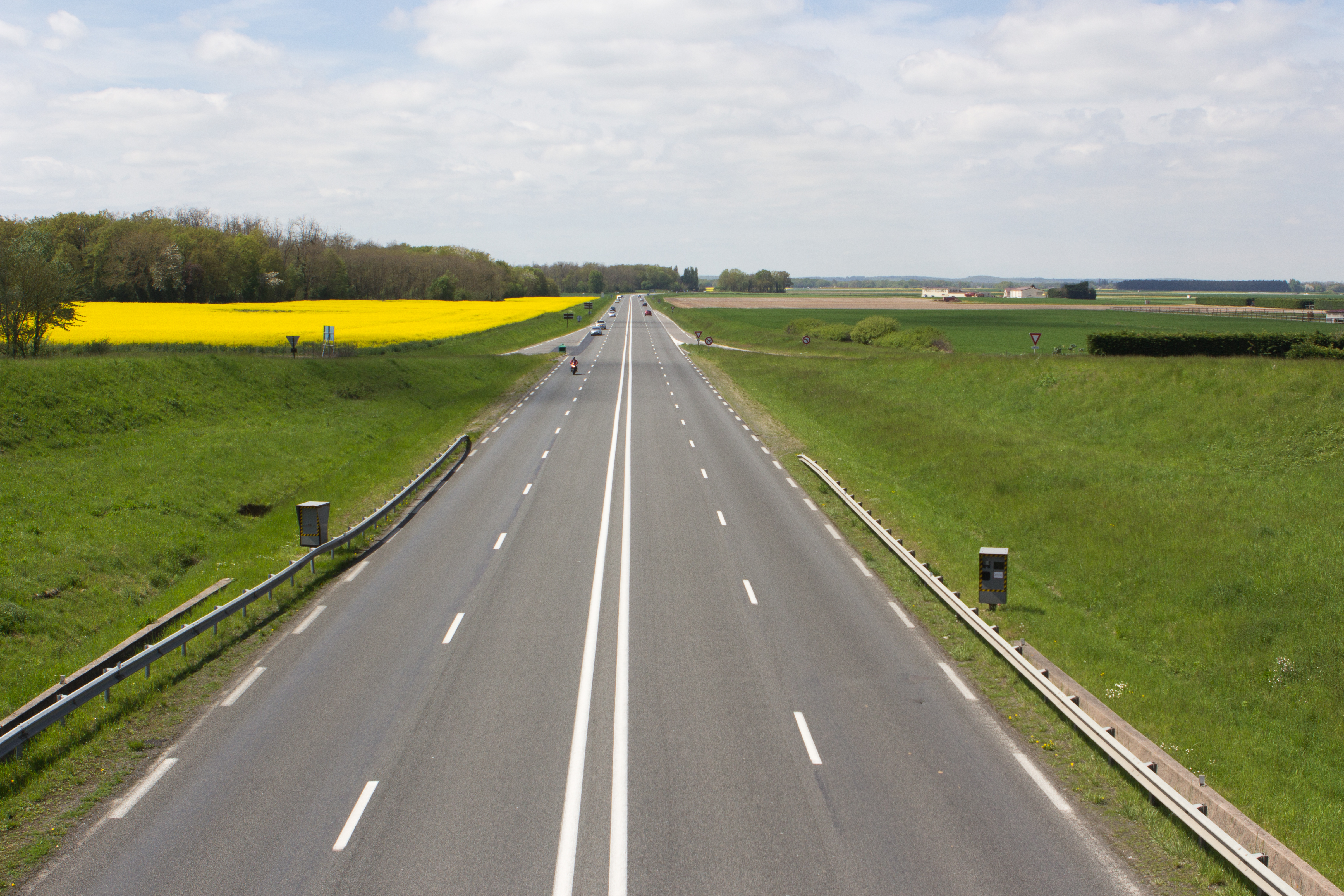
La D 637 au sud de Chailly-en-Bière, vue en direction de l'A6.

#### Transports
Plusieurs gares de la ligne D du RER ou de la ligne R du Transilien se situent à proximité de  Chailly-en-Bière : la gare de Bois-le-Roi à 7 km à l'est, la gare de Melun à 8 km au nord-est et la gare de Vosves à 8 km au nord. Ces gares permettent d'accéder à Paris, Corbeil-Essonnes et Fontainebleau.
La commune est desservie par quatre lignes du réseau de bus Fontainebleau - Moret :
- la ligne no 19, qui relie Arbonne-la-Forêt à Melun (gare de Melun) ;
- la ligne no 21, qui relie Saint-Fargeau-Ponthierry à Avon ;
- la ligne no 23, qui relie Saint-Fargeau-Ponthierry à Avon ;
- la ligne no 115, qui relie Chailly-en-Bière à Perthes.

## Toponymie
Le nom de la localité est mentionné sous les formes Cadiliaco en 808 ; Calliacum en 1132 ; Chailliacum en 1239 ; Ecclesia de Calliaco au XIIIe siècle ; Chally en 1301 ; Chaaly vers 1380 ; (La terre et seigneurie) de Chailly en Gastinois en 1676,.
Au IXe siècle, lors de la construction de la première église, le nom du village est attesté sous la forme Cadiliaco : il s'agit d'une formation toponymique gauloise en -acum, suffixe faisant souvent référence à une villa ou à un domaine d'un autochtone gaulois, précédé du nom de personne gaulois Catilios (donné comme variante gallo-romaine non attestée *Catilius, elle-même du gaulois Catilus par Albert Dauzat). C'est le même nom que Cadillac dont la forme est occitane.
Le déterminant complémentaire -en-Bière provenant du nom de la plaine environnante (Bière, viendrait du bas-latin beria qui signifiait plaine ou campagne rase)[réf. nécessaire].

## Histoire

### Moyen Âge

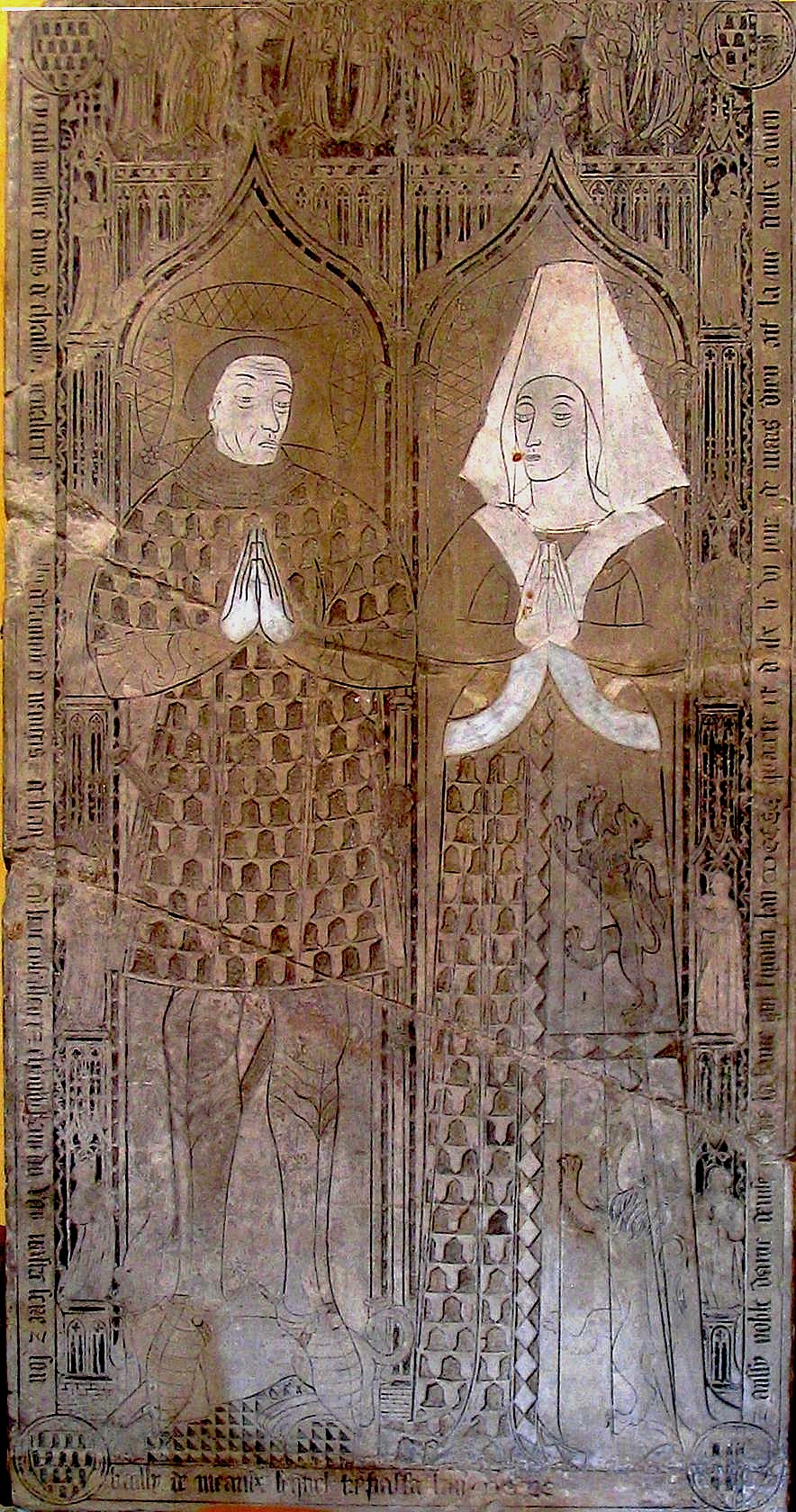
Dalle funéraire de Denis de Chailly et Denise Pisdoë.

Le premier seigneur connu de Chailly-en-Bière est Adam de Chailly, chevalier banier du roi Philippe Ier. Il fonde la maison de Chailly au début du XIIe siècle. Par son mariage avec Mahault, fille du dernier vicomte de Melun, il devient aussi vicomte de ses terres et chef de la seconde branche des vicomtes de Melun vers 1138,,.
Les seigneurs de Chailly s'illustrent dans des batailles de la guerre de Cent Ans. Guilbault de Chailly est tué en combattant les  Anglais vers 1415. En 1416, son fils Denis est seigneur de Chailly-en-Bière. En 1420, il est un des capitaines de Tugdual de Kermoysan qui participent, sous les ordres d'Arnault Guilhem de Barbazan, à la défense de Melun lors du siège de la ville par les Anglais et les Bourguignons. En 1430, Denis de Chailly est aux côtés de Jeanne d'Arc lors de la défense et la délivrance de Melun que les Anglais assiègent à nouveau. Le 2 mars 1433, le roi Charles VII  octroie à Denis de Chailly son bailliage de Meaux ainsi que Crécy-en-Brie et ses revenus. En récompense pour son aide à Jeanne d'Arc, Charles VII confère à Denis de Chailly le droit de haute justice sur la seigneurie de Chailly-en-Bière par acte du 3 octobre 1437 et lui offre la seigneurie de Nangis. Denis de Chailly est aussi chambellan du roi Charles VII.
Denis de Chailly meurt en 1450. Sa stèle funéraire, sur laquelle il représenté avec son épouse Denise Pisoé, est conservée dans la Collégiale Notre-Dame de Melun.
À la mort de Denis de Chailly, son fils Jehan, qui se fait Hospitaliers dans l'ordre de Saint-Jean de Jérusalem, cède ses dîmes sur Chailly aux chanoines de Notre-Dame de Melun par acte du 7 octobre 1475.
La seigneurie de Chailly est ensuite transférée à Étienne de Villiers (mort vers 1499), seigneur de Livry, qui est apparenté aux de Villiers de L'Isle-Adam dont Jean de Villiers de L'Isle-Adam et Philippe de Villiers de L'Isle-Adam sont issus.
Les seigneurs de Chailly-en-Bière disposent des droits féodaux en vigueur au Moyen Âge : la justice, la banalité, les dîmes et les censives. En revanche, depuis la donation de Jehan de Chailly, les grosses dimes de la paroisse reviennent aux chanoines de  Notre-Dame de Melun.

### Époque moderne

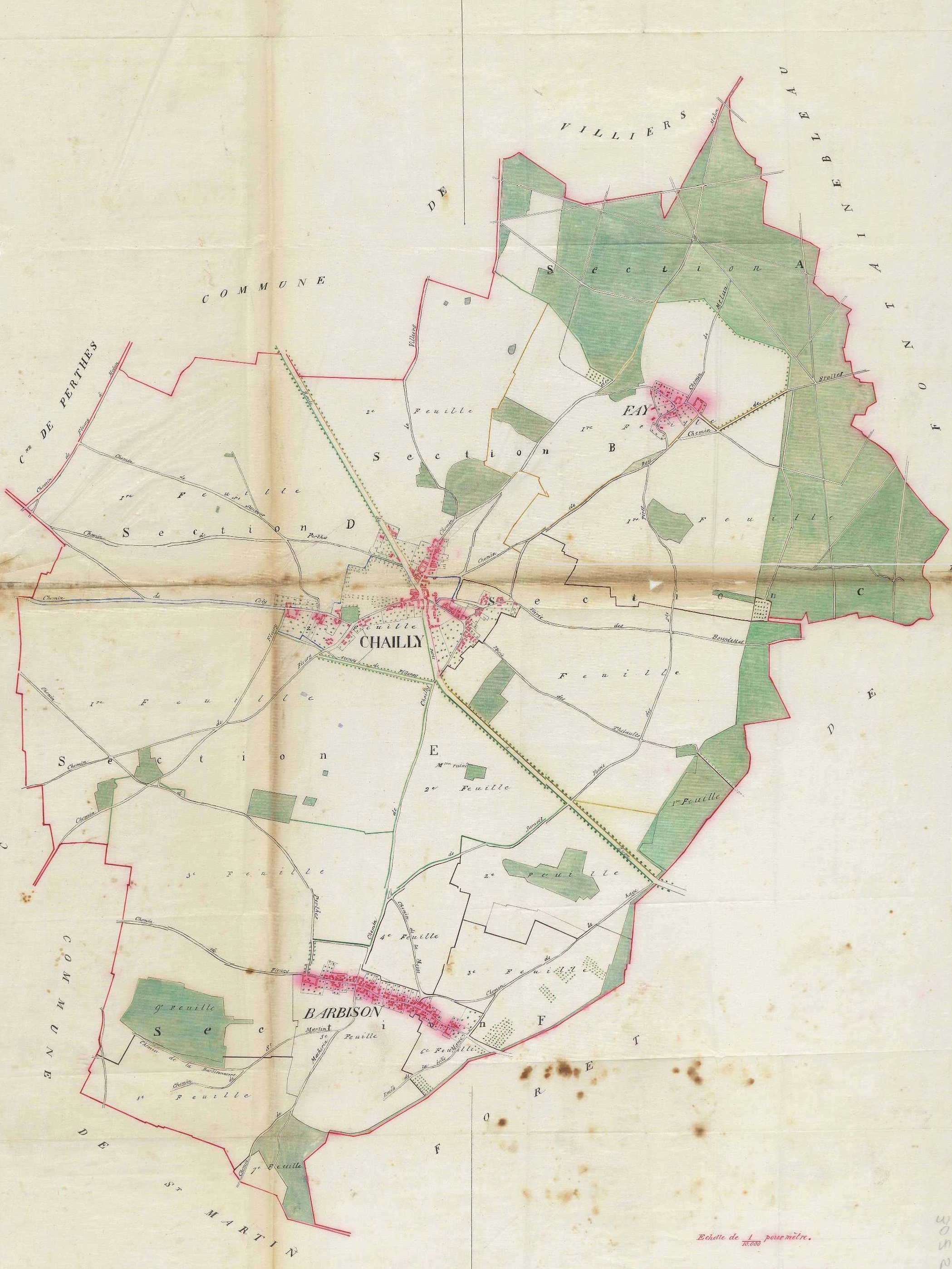
Plan de la commune de Chailly-en-Bière au milieu du XIXe siècle.

Les seigneurs de Livry et Chailly conservent la seigneurie pendant un siècle. Claude de Villiers, fils d'Étienne et pannetier du roi, et François de Villiers, fils de Claude et Grand louvetier de France, sont ainsi seigneurs de Chailly-en-Bière. Au cours des XVIIe et XVIIIe siècles, la seigneurie de Chailly est transmise par mariage ou acquisition aux familles de Vignacourt, Tiercellin, de la Croix, de Fortia, d'Esquidy et Chiquet de la Perrière.
En 1789, la Révolution créé la commune de Chailly-en-Bière. Elle est constituée du village de Chailly et de deux hameaux : Faÿ et Barbizon.

### Époque contemporaine
C'est au cours du XIXe siècle que les peintres de l'École de Barbizon séjournent au village éponyme, qui était à cette époque un petit hameau de Chailly-en-Bière situé au sud de la commune en lisière de la forêt de Fontainebleau. Les peintres Jean-Baptiste Camille Corot, Alexandre-Gabriel Decamps, Charles-François Daubigny, Jean-François Millet, Théodore Rousseau, Théodore Caruelle d'Aligny et Lazare Bruandet sont considérés comme les fondateurs de cette école. D'autres préfèrent séjourner à Chailly même, pour développer leur propre style comme Claude Monet ou Frédéric Bazille. Ainsi, de nombreux artistes peintres paysagistes désirant travailler « d’après nature » affluent à Chailly et Barbizon pendant près de cinquante ans entre 1825 et 1875.

Chailly et les peintres
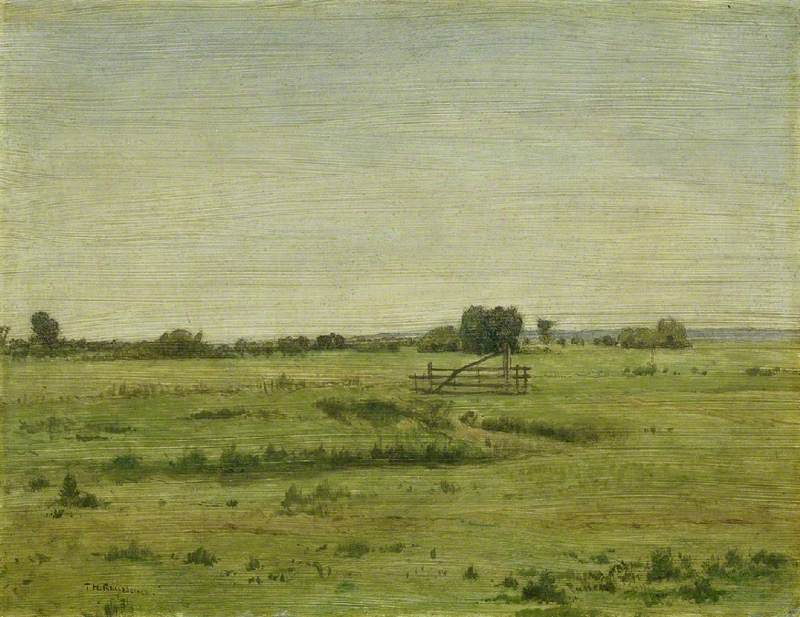
La Plaine de Chailly Théodore Rousseau, 1833 Fitzwilliam Museum, Cambridge
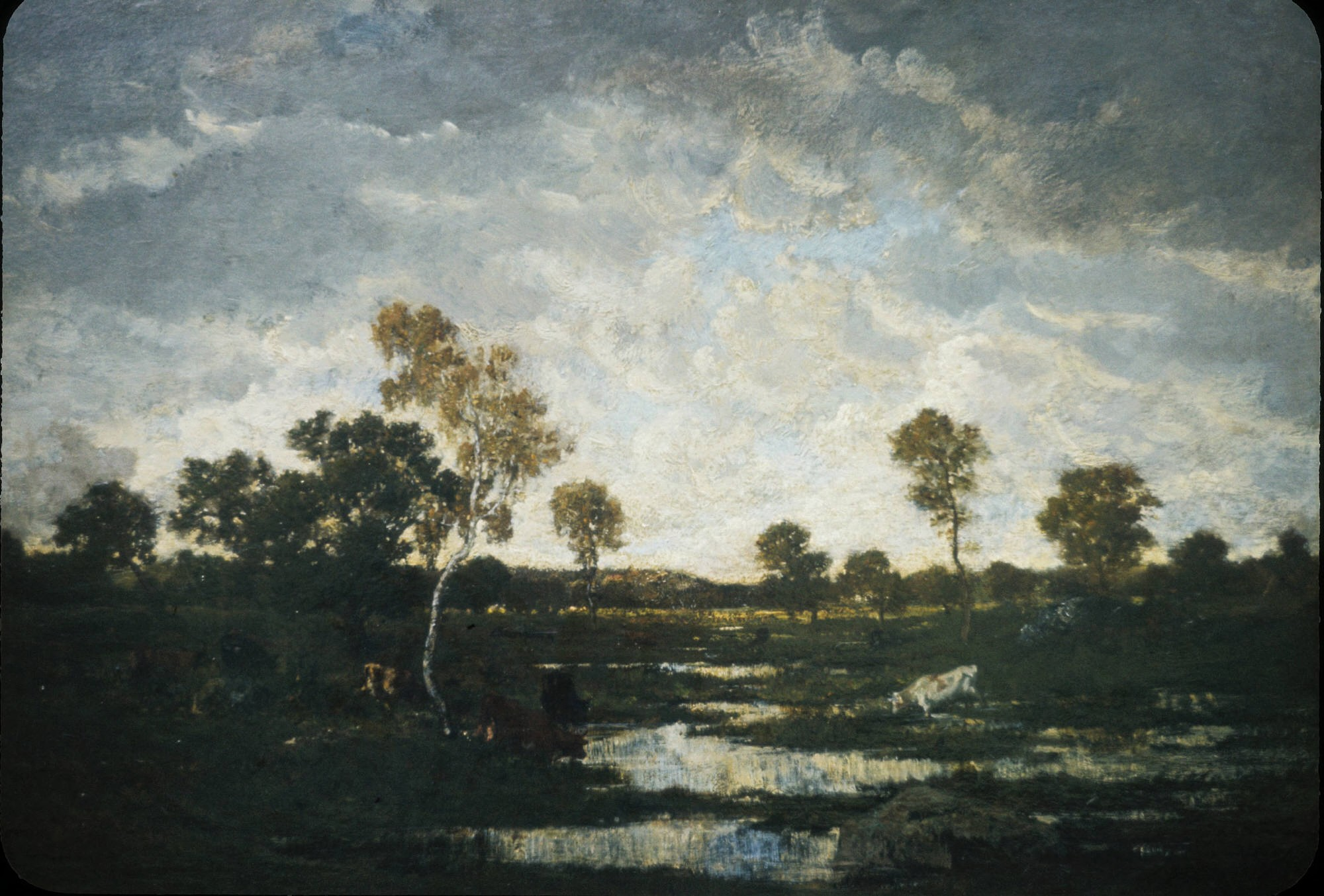
Plaine de Chailly Théodore Rousseau, 1860-1865 Musée d'Art de l'université de Princeton
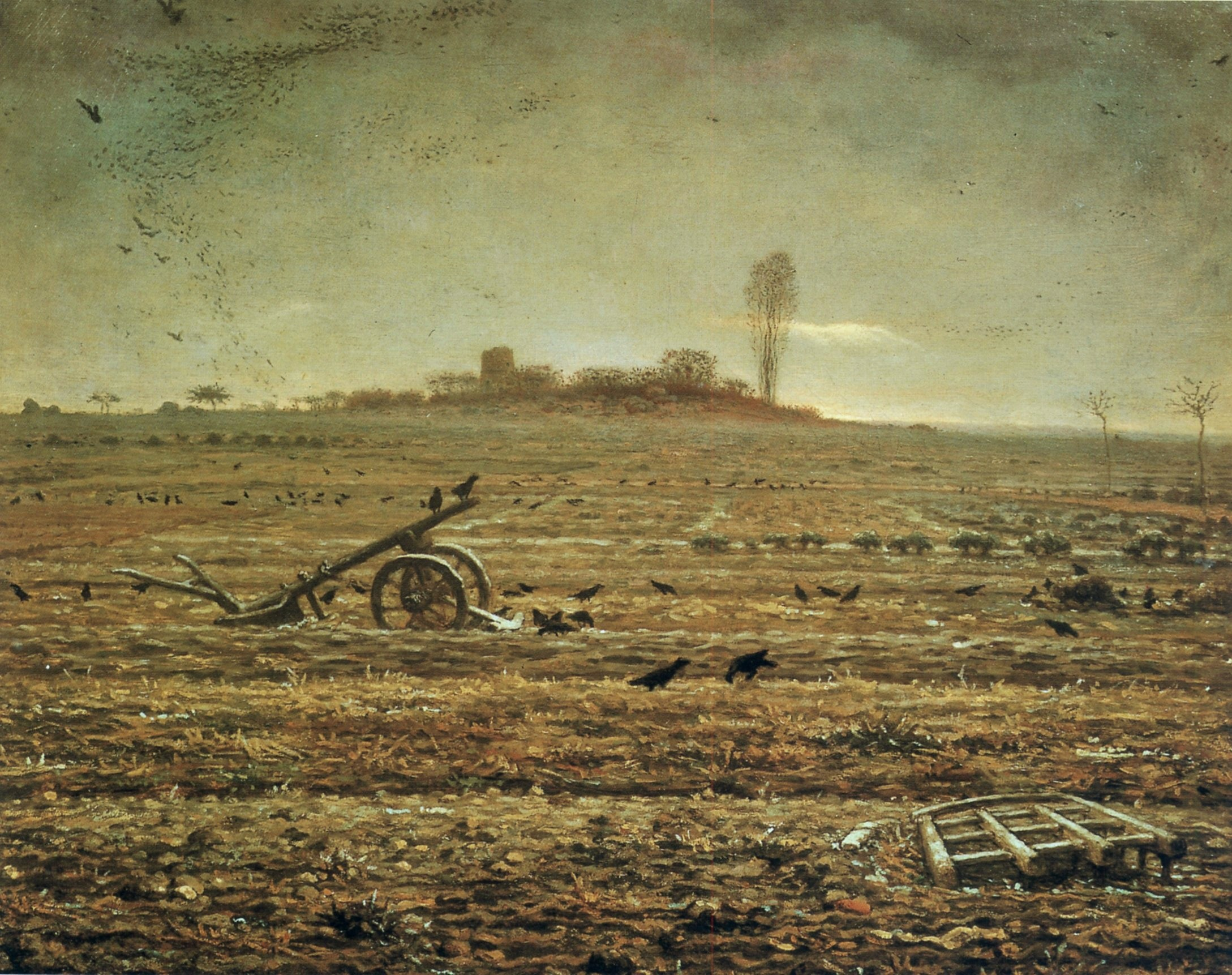
La Plaine de Chailly avec herse et charrue Jean-François Millet, 1862 Österreichische Galerie, Vienne

Le village de Barbizon se sépare administrativement de Chailly-en-Bière en 1903 pour former une commune à part entière.

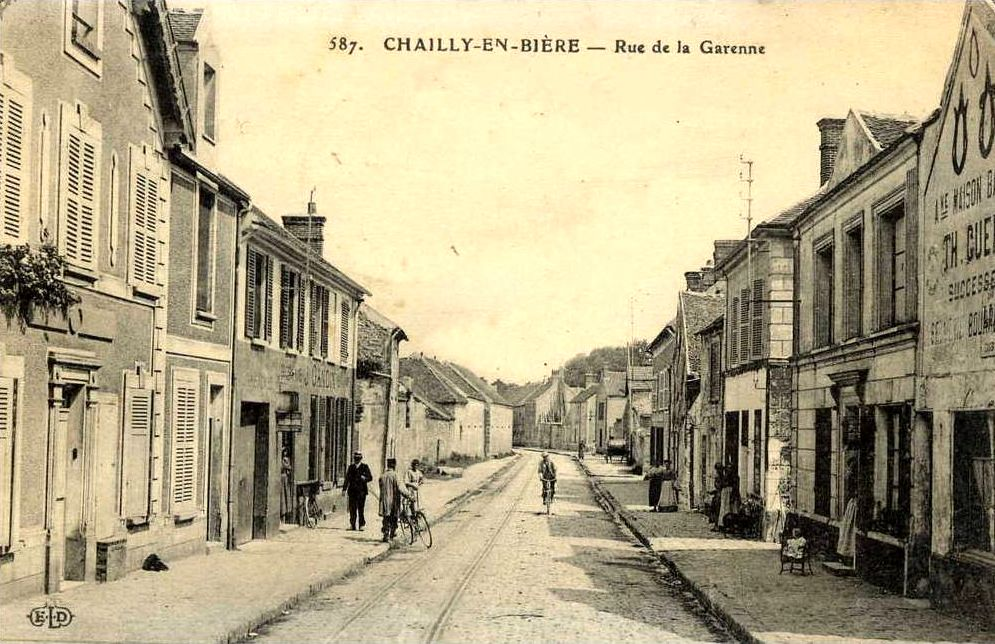
Les rails du TSM dans la rue de la Garenne à Chailly-en-Bière au début du XXe siècle.

De 1899 à 1938, la commune de Chailly-en-Bière est desservie par le Tramway Sud de Seine-et-Marne (TSM). Cette ligne de chemin de fer secondaire à voie métrique, surnommée le  « Tacot » de Barbizon, relie Melun à Barbizon via Chailly-en-Bière et Milly-la-Forêt à Chailly-en-Bière. Outre le transport de voyageurs, qui permet en 1935 aux Chaillotins de se rendre à Melun en vingt-cinq minutes environ et à Milly-la-Forêt en quarante-cinq minutes, le  « Tacot » assure aussi le transport des marchandises et les produits agricoles des maraîchers de la commune tels que carottes, les asperges ou les cerises à destination du marché de Melun ou des Halles de Paris.

## Politique et administration

### Vie politique locale
Le maire actuel, Alain Thiery, préside le conseil municipal. Le nombre d'habitants de la commune étant compris entre 2000 et 2 500, le nombre de membres du conseil municipal est de 19.
La commune de Chailly-en-Bière est rattachée administrativement à l’arrondissement de Melun et politiquement au canton de Fontainebleau représenté par le conseillère générale Béatrice Rucheton et à la première circonscription de Seine-et-Marne représentée par la députée Aude Luquet.
La commune de Chailly-en-Bière est membre de la Communauté d'Agglomération du Pays de Fontainebleau qui regroupe 26 communes et du parc naturel régional du Gâtinais français qui regroupe 69 communes. En outre, Chailly-en-Bière fait partie de trois syndicats intercommunaux (SI) : le Syndicat mixte des bassins versants de la rivière Ecole, du ru de la Mare aux Evées et de leurs Affuents, le SI du collège Christine-de-Pisan à Perthes et le Syndicat Départemental des Énergies de Seine et Marne d'électrification du secteur de Melun.

### Comptes de la commune
En 2011, la commune disposait d’un budget de 1 711 000 € dont 1 551 000 € de fonctionnement et 160 000 € d’investissement, financés à 48,51 % par les impôts locaux avec des taux d’imposition fixés à 11,74 % pour la taxe d'habitation et 17,37 % et 45,55 % pour la taxe foncière sur le bâti et le non-bâti. Cette même année, la dette cumulée de la commune s’élevait à 834 000 €.
L’Insee attribue à la commune le code 77 2 32 069. La commune de Chailly-en-Bière est enregistrée au répertoire des entreprises sous le code SIREN 217 700 699. Son activité est enregistrée sous le code APE 8411Z.

### Liste des maires
| Période           | Période      | Identité                        | Étiquette | Qualité                                |
| ----------------- | ------------ | ------------------------------- | --------- | -------------------------------------- |
| 1789              |              | Philippe Sauve                  |           |                                        |
| février 1790      |              | Antoine Léon Delions            |           |                                        |
| 1814              |              | Louis Lemerle                   |           |                                        |
| 10 mars 1815      |              | Charles Jacques Dubois Delaunoy |           |                                        |
| 4 août 1815       |              | Charles Hautefeuille            |           |                                        |
| 1831              |              | Ferdinand Caille                |           |                                        |
| 1852              |              | Louis Leroy                     |           |                                        |
| 1866              |              | Jean Bellon                     |           |                                        |
| 1870              |              | Jean-Baptiste Lemerle           |           |                                        |
| 1884              |              | Alexandre Delrome               |           |                                        |
| 1888              |              | Jean-Baptiste Lemerle           |           |                                        |
| 1890              |              | Rémy Moreau                     |           |                                        |
| 30 avril 1918     |              | Henri Guignon                   |           |                                        |
| 1922              |              | Louis Delaunay                  |           |                                        |
| 1925              |              | Auguste Fromont                 |           |                                        |
| 1929              |              | Henry Blanchard                 |           |                                        |
| 22 mars 1933      |              | Rémy Blanchard                  |           |                                        |
| 16 juillet 1933   |              | Léon Cottereau                  |           |                                        |
| 16 mai 1935       |              | Paul Cotty                      |           |                                        |
| 12 avril 1938     |              | Georges Caron                   |           |                                        |
| 11 septembre 1944 |              | Paul Cotty                      |           |                                        |
| 2 août 1952       |              | Maurice Deschamps               |           |                                        |
| 13 mai 1953       |              | Georges Bornes                  |           |                                        |
| 20 mars 1959      | 18 mars 1983 | Jacques Bertheau                |           | Exploitant agricole                    |
| 18 mars 1983      | 17 juin 1995 | Claude Cottereau                |           | Cadre dans l'industrie                 |
| 17 juin 1995      | 28 mars 2014 | Henri Lebarq                    | DVD       | Cadre de banque en retraite            |
| 28 mars 2014      | mai 2020     | Patrick Gruel                   | DVD       | Fonctionnaire de l'Éducation nationale |
| mai 2020          | En cours     | Alain Thiery                    | SE        | Qualiticien aéronautique               |

#### Élections présidentielles, résultats des deuxièmes tours
- Élection présidentielle de 2007 : 65,19 % pour Nicolas Sarkozy (UMP), 34,81 % pour Ségolène Royal (PS), 87,12 % de participation[78].
- Élection présidentielle de 2012 : 62,02 % pour Nicolas Sarkozy (UMP), 37,98 % pour François Hollande (PS), 82,46 % de participation[79].

#### Élections législatives, résultats des deuxièmes tours
- Élections législatives de 2007 : 70,51 % pour Jean-Claude Mignon (UMP), 29,49 % pour Marie-Line Pichery (PS), 57,00 % de participation[80].
- Élections législatives de 2012 : 62,71 % pour Jean-Claude Mignon (UMP), 37,29 % pour Lionel Walker (PS), 56,49 % de participation[81].

#### Élections régionales, résultats des deux meilleurs scores
- Élections régionales de 2004 : 45,36 % pour Jean-François Copé (Liste LDR), 40,11 % pour Jean-Paul Huchon (Liste LGA), 38,88 % de participation[82].
- Élections régionales de 2010 : 53,02 % pour Valérie Pécresse (Liste LMAJ), 46,98 % pour Jean-Paul Huchon (Liste LUG), 47,03 % de participation[83].

#### Élections cantonales, résultats des deuxièmes tours
- Élections cantonales de 2001 : 58,01 % pour Simone Mignon (UMP), 41,90 % pour Lionel Walker (DVG), 49,59 % de participation[84].
- Élections cantonales de 2008 : 56,73 % pour Jean-Claude Mignon (UMP), 43,27 % pour Lionel Walker (DVG), 51,01 % de participation[85].

#### Élections départementales, résultats des deuxièmes tours
- Élections départementales de 2015 : 64,87 % pour le binôme Pierre Bacqué et Béatrice Rucheton (née Pietton) (UMP), 35,13 % pour le binôme Anthony Bredin et Clémentine Schaefer (FN), 44,08 % de participation[86].

### Services publics

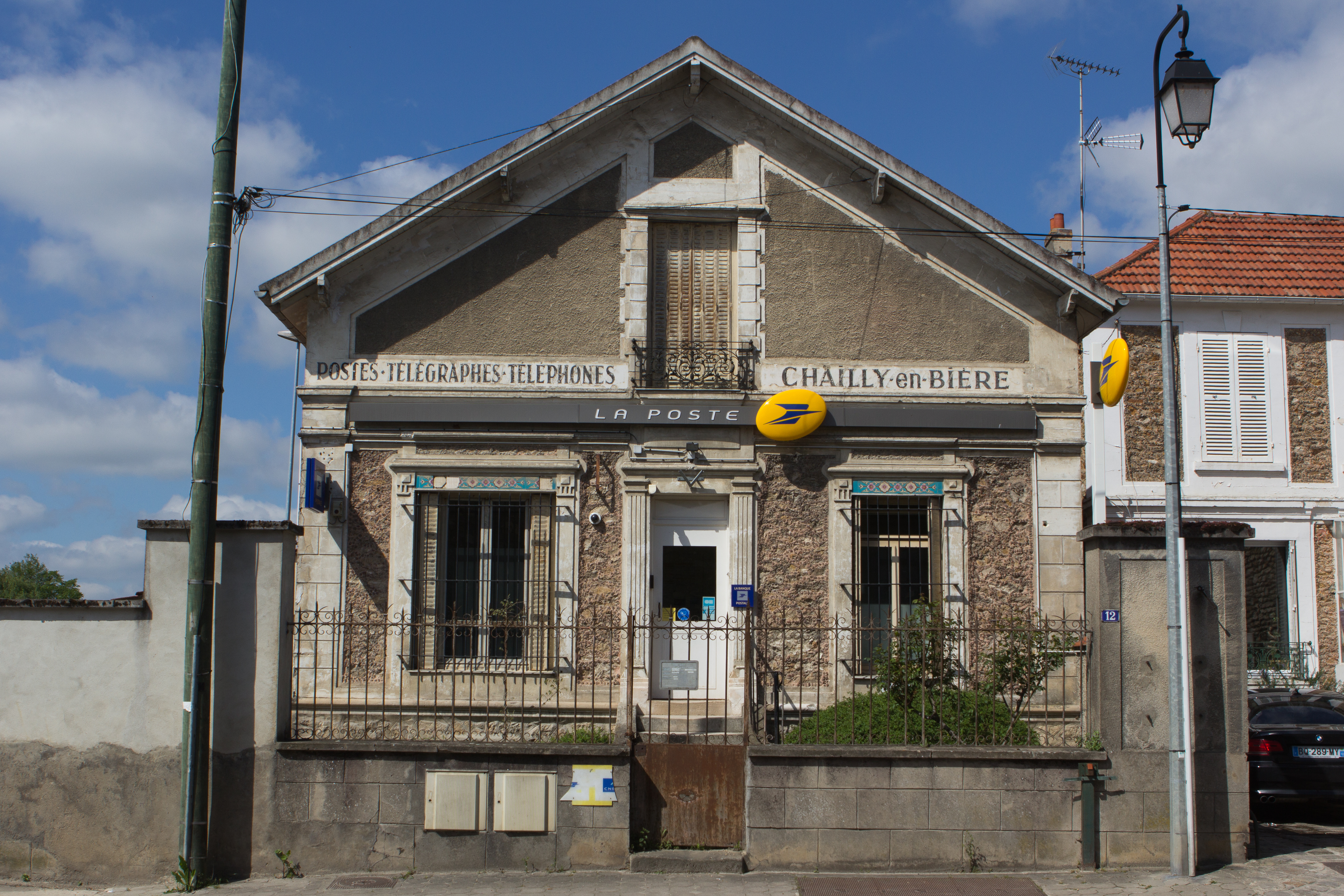
Le bureau de poste de Chailly-en-Bière.

La commune dispose d’un bureau de poste.
La sécurité de la commune est assurée par un policier municipal et la brigade de gendarmerie nationale de Cély.
Chailly-en-Bière relève du tribunal d'instance de Melun, du tribunal de grande instance de Melun, de la cour d'appel de Paris, du tribunal pour enfants de Melun, du conseil de prud'hommes de Melun, du tribunal de commerce de Melun, du tribunal administratif de Melun et de la cour administrative d'appel de Paris.

### Jumelages
| Chailly-en-Bière Barnburgh |

Chailly-en-Bière a développé des associations de jumelage avec :
- Barnburgh (Angleterre) depuis 1995[91].

## Population et société

### Démographie
Ses habitants sont appelés les Chaillotins.

#### Évolution démographique
L'évolution du nombre d'habitants est connue à travers les recensements de la population effectués dans la commune depuis 1793. Pour les communes de moins de 10 000 habitants, une enquête de recensement portant sur toute la population est réalisée tous les cinq ans, les populations de référence des années intermédiaires étant quant à elles estimées par interpolation ou extrapolation. Pour la commune, le premier recensement exhaustif entrant dans le cadre du nouveau dispositif a été réalisé en 2005.

En 2022, la commune comptait 2 172 habitants, en évolution de +6,78 % par rapport à 2016 (Seine-et-Marne : +3,92 %, France hors Mayotte : +2,11 %).
| 1793 | 1800 | 1806 | 1821 | 1831 | 1836 | 1841  | 1846  | 1851  |
| ---- | ---- | ---- | ---- | ---- | ---- | ----- | ----- | ----- |
| 816  | 658  | 812  | 833  | 948  | 985  | 1 001 | 1 044 | 1 033 |

| 1856  | 1861  | 1866  | 1872  | 1876  | 1881  | 1886  | 1891  | 1896  |
| ----- | ----- | ----- | ----- | ----- | ----- | ----- | ----- | ----- |
| 1 042 | 1 074 | 1 009 | 1 046 | 1 045 | 1 077 | 1 124 | 1 109 | 1 162 |

| 1901  | 1906 | 1911 | 1921 | 1926 | 1931 | 1936 | 1946 | 1954 |
| ----- | ---- | ---- | ---- | ---- | ---- | ---- | ---- | ---- |
| 1 298 | 843  | 827  | 743  | 741  | 801  | 800  | 815  | 956  |

| 1962  | 1968  | 1975  | 1982  | 1990  | 1999  | 2005  | 2006  | 2010  |
| ----- | ----- | ----- | ----- | ----- | ----- | ----- | ----- | ----- |
| 1 028 | 1 040 | 1 315 | 1 757 | 2 029 | 2 129 | 2 112 | 2 132 | 1 997 |

| 2015  | 2020  | 2022  | - | - | - | - | - | - |
| ----- | ----- | ----- | - | - | - | - | - | - |
| 2 029 | 2 083 | 2 172 | - | - | - | - | - | - |

#### Pyramide des âges
En 2018, le taux de personnes d'un âge inférieur à 30 ans s'élève à 33,3 %, soit en dessous de la moyenne départementale (39,6 %). À l'inverse, le taux de personnes d'âge supérieur à 60 ans est de 26,8 % la même année, alors qu'il est de 19,9 % au niveau départemental.
En 2018, la commune comptait 1 024 hommes pour 1 040 femmes, soit un taux de 50,39 % de femmes, légèrement inférieur au taux départemental (51,31 %).
Les pyramides des âges de la commune et du département s'établissent comme suit.
| Hommes | Classe d’âge | Femmes |
| ------ | ------------ | ------ |
| 0,6    | 90 ou +      | 1,0    |
| 7,1    | 75-89 ans    | 8,1    |
| 18,2   | 60-74 ans    | 18,6   |
| 20,3   | 45-59 ans    | 23,2   |
| 18,4   | 30-44 ans    | 17,8   |
| 17,2   | 15-29 ans    | 15,7   |
| 18,1   | 0-14 ans     | 15,6   |

| Hommes | Classe d’âge | Femmes |
| ------ | ------------ | ------ |
| 0,4    | 90 ou +      | 1,2    |
| 4,9    | 75-89 ans    | 6,5    |
| 13,6   | 60-74 ans    | 14,3   |
| 20,2   | 45-59 ans    | 19,8   |
| 20,1   | 30-44 ans    | 20,6   |
| 19,2   | 15-29 ans    | 17,9   |
| 21,7   | 0-14 ans     | 19,7   |

### Enseignement

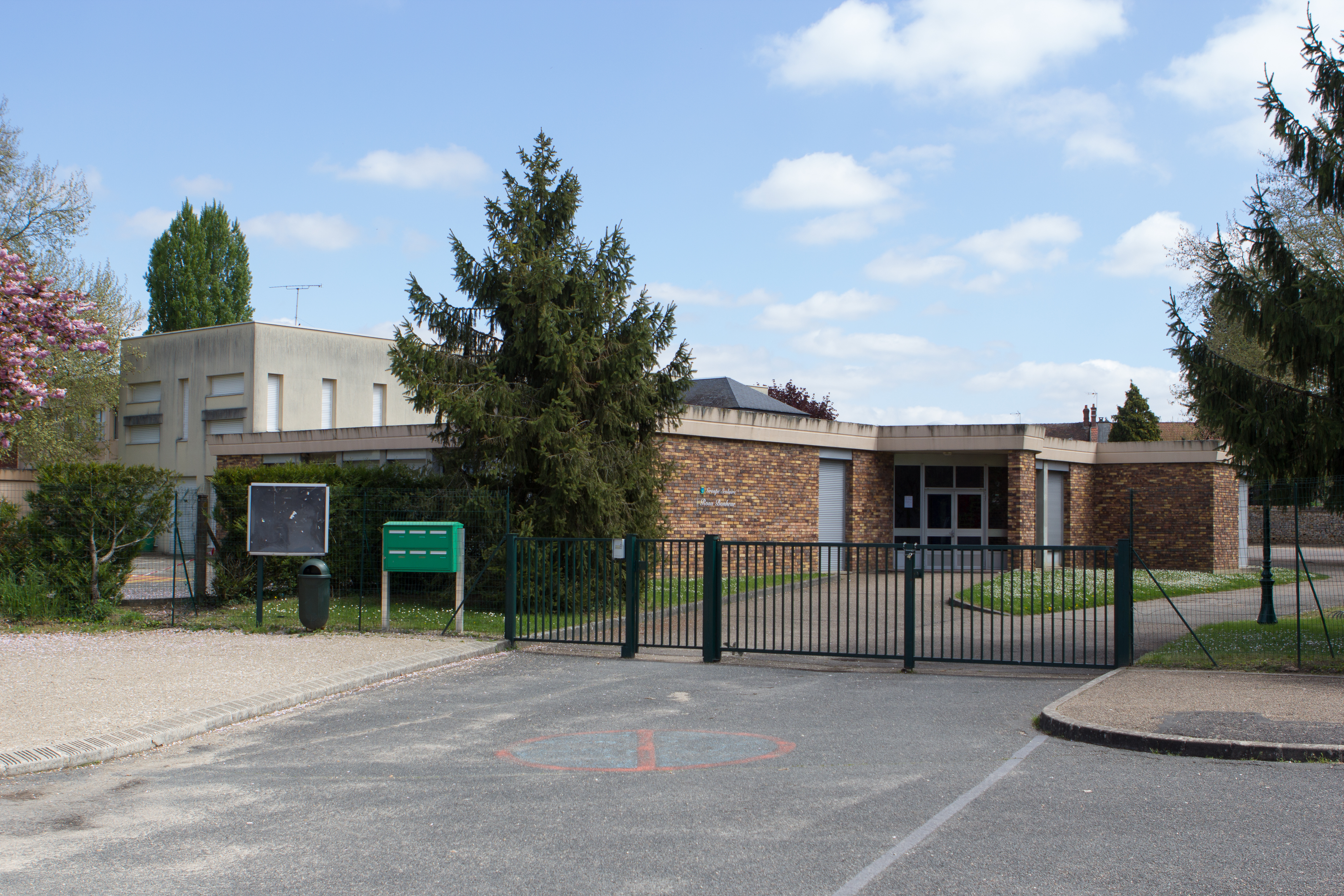
Groupe scolaire de Chailly-en-Bière.

Chailly-en-Bière est située dans l'académie de Créteil. La ville administre le « groupe scolaire Rosa-Bonheur » qui comprend une école maternelle et une école primaire. Le collège de secteur est le collège Christine de Pizan de Perthes. Les lycées de proximité sont : le lycée polyvalent Frédéric-Joliot-Curie de Dammarie-les-Lys, le lycée professionnel Benjamin-Franklin de La Rochette et le lycée des métiers de l'hôtellerie et de la restauration Antonin-Carême de Savigny-le-Temple.

### Manifestations culturelles et festivités

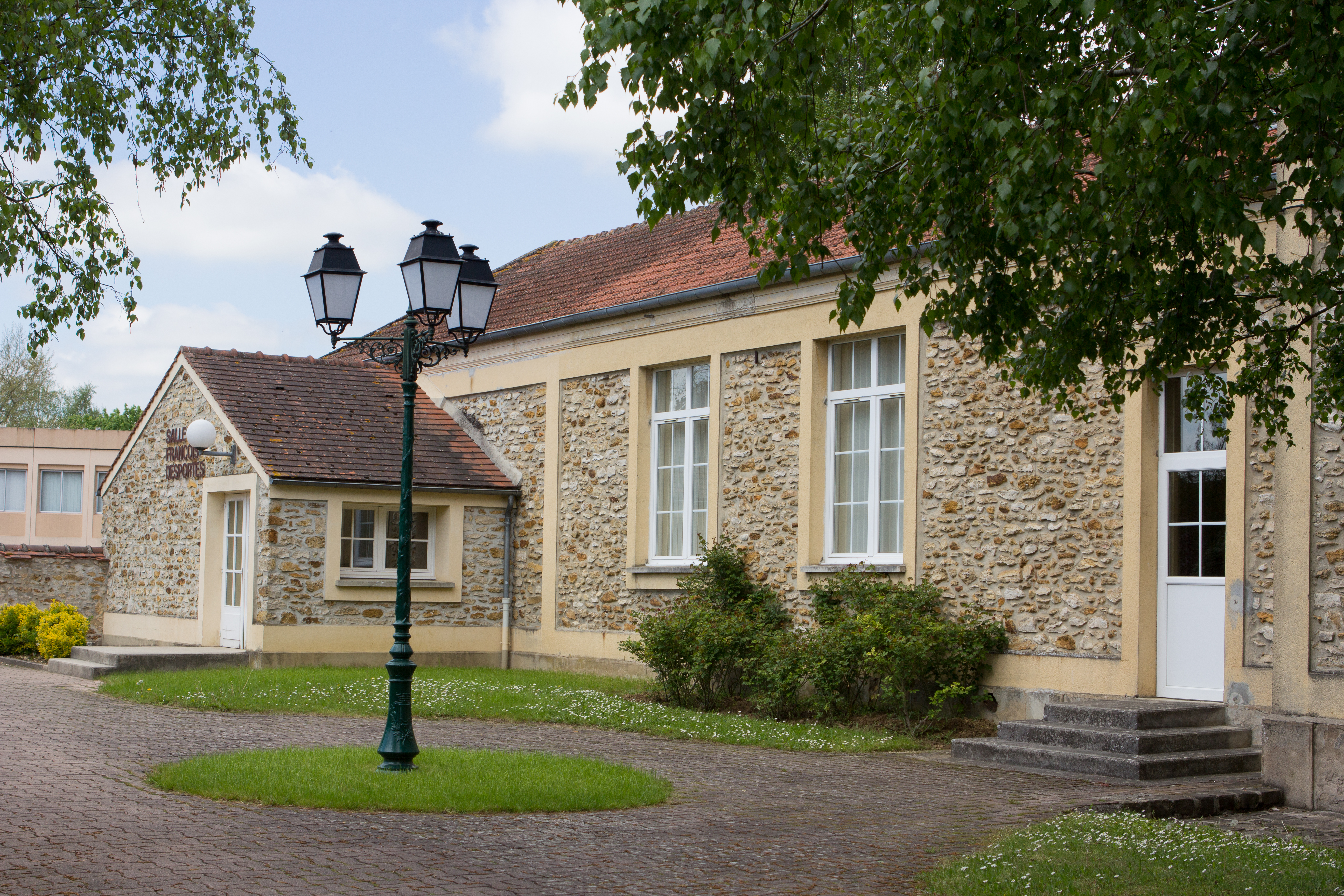
La salle François-Desportes.

La ville dispose de deux salles des fêtes municipales : la salle polyvalente Claude-Cottereau et la salle François-Desportes ; d'une médiathèque,, d'une maison des associations et d'un gîte.
La « fête du village » a lieu le dernier weekend du mois de juin. L'association le « Cercle sportif et culturel de Chailly-en-Bière » organise diverses activités et manifestations culturelles et sportives tels que la danse, le kick-boxing, la gymnastique, le yoga ou le théâtre. Le Comité des loisirs de la ville organise tous les 1er mai et tous les derniers dimanches de septembre une brocante - vide-greniers. L'Académie des arts organise chaque année des expositions de peintures.

### Santé

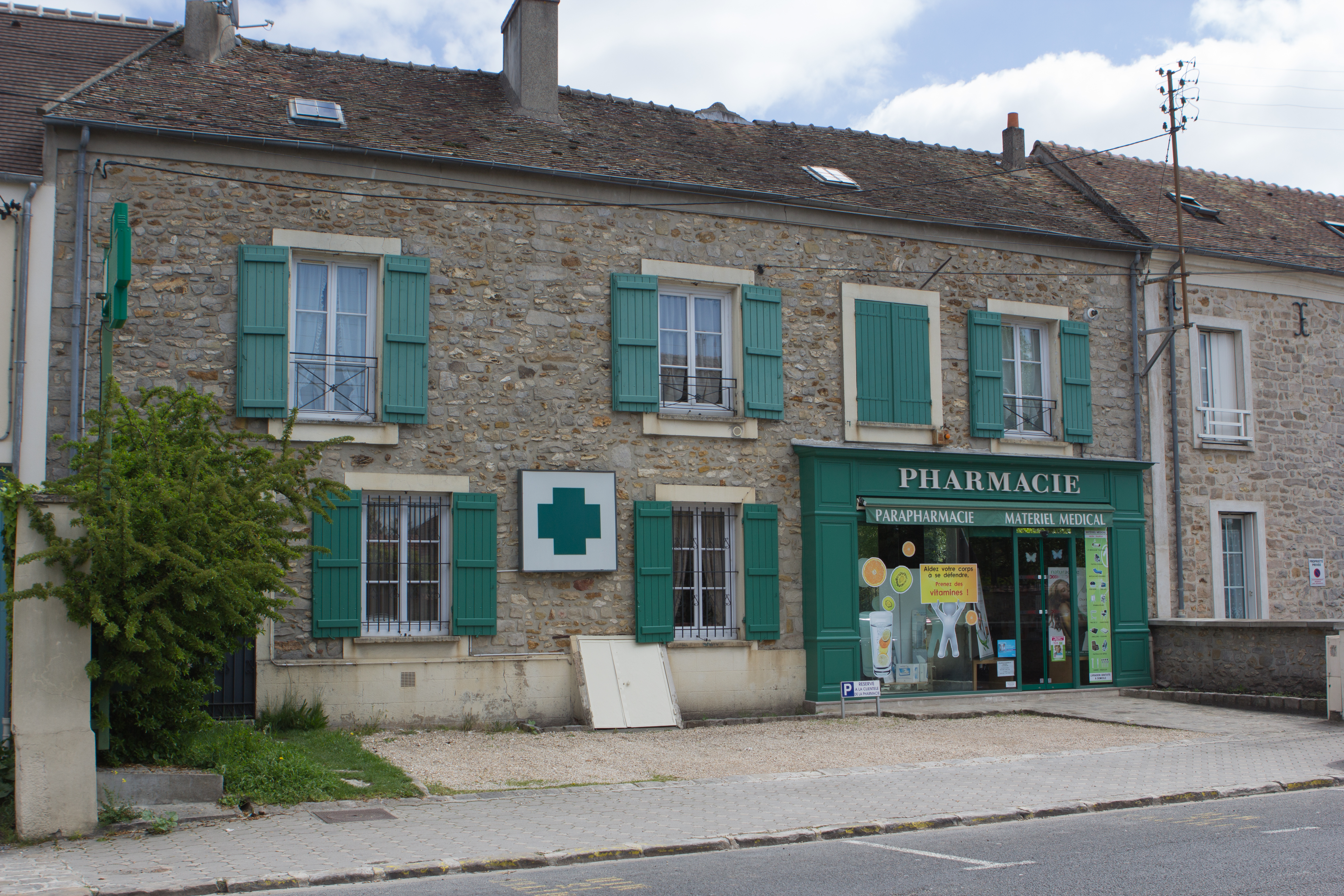
La pharmacie de Chailly-en-Bière.

Aucun établissement de santé n’est implanté dans la commune. Les centres hospitaliers les plus proches sont ceux de Champcueil, de Melun et de Fontainebleau, ainsi que la clinique de Melun. Mais une compagnie d'ambulance est présente dans le village pour pouvoir les rejoindre. La municipalité a alors transformé l'ancien poste de police municipale en cabinet médical. Une pharmacie est installée dans la commune. Deux infirmières, trois kinésithérapeutes ainsi qu'un podologue exercent dans de la commune.

### Sports

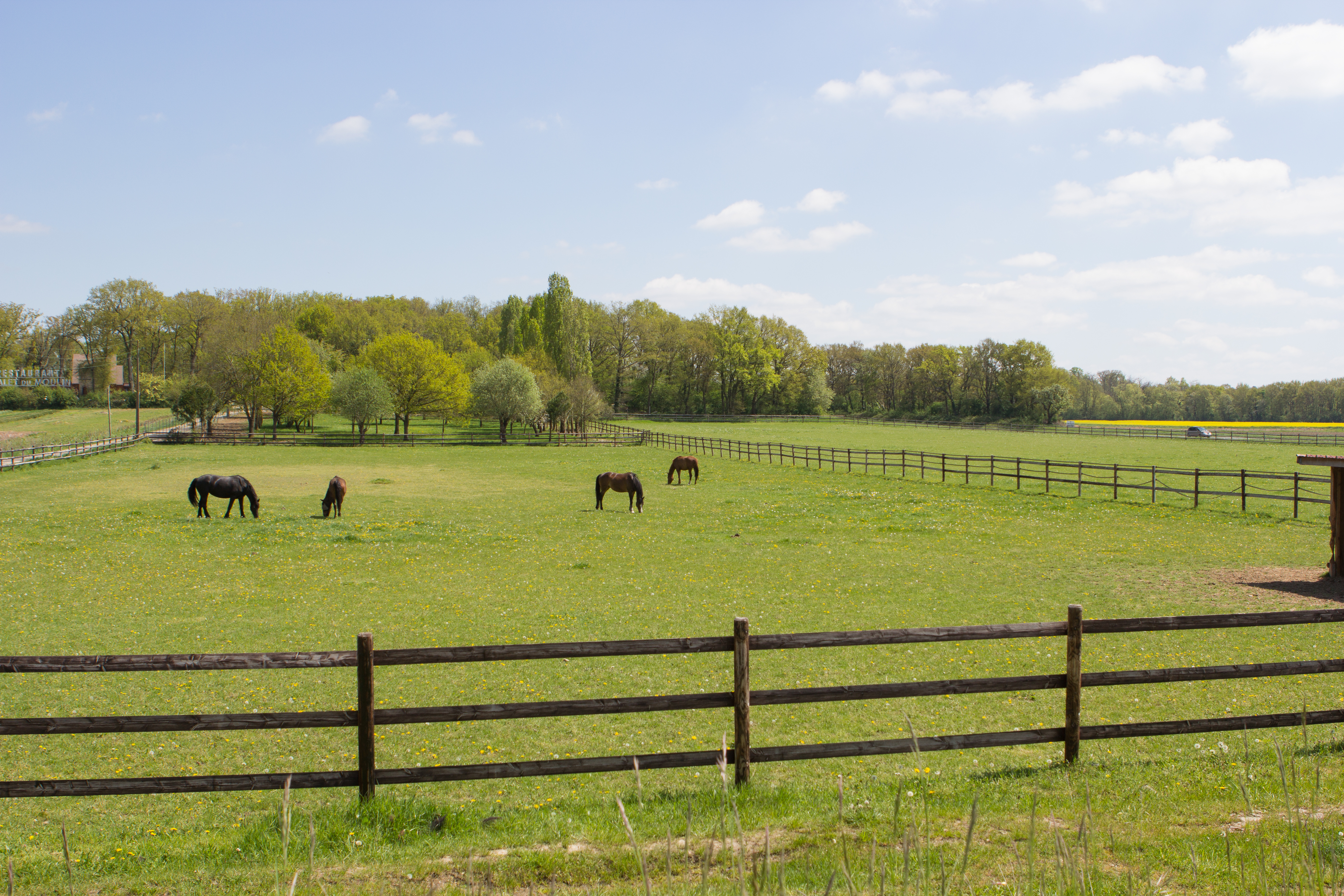
Enclos à chevaux le long de la D 637.

La commune dispose d'un complexe sportif composé d'une salle polyvalente, la salle Claude-Cottereau, d'un stade, d'un bâtiment servant de local d'arbitrage et de vestiaires et d'un parking de plus de quatre cents places.
Chaque année, en septembre, le Comité des loisirs de Chailly-en-Bière organise une randonnée VTT, appelée « La  Chaillotine », au travers de la forêt de Fontainebleau.
Le sport équestre est pratiqué à Chailly-en-Bière, notamment en forêt de Fontainebleau. De nombreuses écuries et pensions pour chevaux sont établies sur le territoire de la commune.
Le club de football intercommunal, l'Entente sportive du Pays de Bière, s’entraîne sur le stade de la commune.

### Médias
Le quotidien régional Le Parisien, dans son édition locale Seine-et-Marne, ainsi que l’hebdomadaire La République de Seine-et-Marne, relatent les informations locales. La commune est en outre dans le bassin d’émission des chaînes de télévision France 3 Paris Île-de-France et d'IDF1.
L’information institutionnelle est assurée par plusieurs publications périodiques : Chailly - Faÿ, journal municipal d’information diffusé par la ville ; Pays de Bière, magazine d’information de la communauté de communes du pays de Bière ; l’Abeille du Parc, magazine d’information du parc naturel régional du Gâtinais français ; Seine-et-Marne Magazine, mensuel diffusé par le conseil général de Seine-et-Marne et le Journal du Conseil régional, bimensuel diffusé par le conseil régional d'Île-de-France.

### Cultes
Le territoire de la commune de Chailly-en-Bière fait partie de la paroisse catholique « Pôle missionnaire de Fontainebleau » au sein du diocèse de Meaux. Le lieu de culte est l'église Saint-Paul.

## Économie

### Revenus de la population et fiscalité
En 2018, le nombre de ménages fiscaux de la commune était de 825 (dont 71 % imposés), représentant 2 088 personnes et la  médiane du revenu disponible par unité de consommation  de 26 250 euros, le 1er décile étant de 15 080 euros avec un rapport interdécile de 3,1.

### Emploi
- En 2009, la population âgée de 15 à 64 ans s'élevait à 1 347 personnes, parmi lesquelles on comptait 73,0 % d'actifs dont 66,7 % ayant un emploi et 6,2 % de chômeurs[a 3].

On comptait 454 emplois dans la zone d'emploi, contre 468 en 1999. Le nombre d'actifs ayant un emploi résidant dans la zone d'emploi étant de 924, l'indicateur de concentration d'emploi est de 49,2 %, ce qui signifie que la zone d'emploi offre environ un emploi pour deux habitants actifs.
|                           | Nb. Personnes | Pourcentage |
| Actifs                    | 983           | 72,98 %     |
| Actifs ayant un emploi    | 899           | 66,74 %     |
| Chômeurs                  | 84            | 6,24 %      |
| Inactifs                  | 364           | 27,02 %     |
| Élèves, étudiants         | 119           | 8,80 %      |
| Retraités ou préretraités | 140           | 10,4 %      |
| Autres inactifs           | 105           | 7,80 %      |

Parmi la population active de Chailly-en-Bière, la catégorie des ouvriers est la catégorie socioprofessionnelle la plus représentée avec 29,1 % de la population. Puis, viennent les employés (26,2 %) et les professions intermédiaires (17,8 %).
|                                            | Nb. Personnes | Pourcentage |
| Ensemble                                   | 540           | 100,0%      |
| Agriculteurs exploitants                   | 19            | 3,5 %       |
| Artisans, commerçants, chefs d'entreprise  | 69            | 12,7 %      |
| Cadres et professions intellectuelles sup. | 57            | 10,6 %      |
| Professions intermédiaires                 | 96            | 17,8 %      |
| Employés                                   | 141           | 26,2 %      |
| Ouvriers                                   | 157           | 29,1 %      |

Les taux d’emplois des deux principales catégories socioprofessionnelles (ouvriers et employés) se retrouvent dans la répartition des emplois par secteurs d’activité puisque les emplois dans le secteur du commerce, des transports et des services divers représentent à eux seuls 48,2 % des emplois. Les secteurs de l'agriculture et de l'administration publique, de l'enseignement, de la santé et de l'action sociale étant les deux autres secteurs d'emplois (respectivement 19,3 % et 19,1 %).
|                                                              | Nb. Personnes | Pourcentage |
| Ensemble                                                     | 540           | 100,0%      |
| Agriculture                                                  | 104           | 19,3 %      |
| Industrie                                                    | 48            | 8,9 %       |
| Construction                                                 | 24            | 4,4 %       |
| Commerce, transports, services divers                        | 260           | 48,2 %      |
| Administration publique, enseignement, santé, action sociale | 103           | 19,1 %      |

- En 2018 , le nombre total d’emplois dans la zone était de 452, occupant 961 actifs  résidants.

Le taux d'activité de la population (actifs ayant un emploi) âgée de 15 à 64 ans s'élevait à 72,1 % contre un taux de chômage de 6,1 %.
Les 21,8 % d’inactifs se répartissent de la façon suivante : 8,3 % d’étudiants et stagiaires non rémunérés, 5,8 % de retraités ou préretraités et 7,6 % pour les autres inactifs.

#### Entreprises et commerces
En 2019, le nombre d’unités légales et d’établissements (activités marchandes hors agriculture) par secteur d'activité était de 12 dans l’industrie manufacturière, industries extractives et autres, 29 dans la construction, 61 dans le commerce de gros et de détail, transports, hébergement et restauration, 11 dans l’Information et communication, 10 dans les activités financières et d'assurance, 10 dans les activités immobilières, 35 dans les activités spécialisées, scientifiques et techniques et activités de services administratifs et de soutien, 23 dans l’administration publique, enseignement, santé humaine et action sociale et 22  étaient relatifs aux autres activités de services.
En 2020, 36 entreprises ont été créées sur le territoire de la commune, dont 25 individuelles.
La plupart des entreprises agricoles de Chailly-en-Bière sont des maraîchers produisant des fruits et légumes sous serres ou en plein champ. Du fait de la proximité de la Forêt de Fontainebleau, qui permet la pratique de randonnées équestres, de nombreuses écuries et pensions pour chevaux sont établies sur le territoire de la commune.
Au 1er janvier 2021, la commune ne disposait pas d’hôtel et de terrain de camping.

## Culture locale et patrimoine

### Patrimoine architectural
- L’église Saint-Paul de Chailly-en-Bière,  Inscrite MH (1926)[123].
- L’auberge du Cheval Blanc, fréquentée au cours du XIXe siècle par les peintres de l’École de Barbizon. Des fresques, réalisées par des peintres qui ne pouvaient honorer leurs dettes, sont visibles dans la salle du restaurant[124].  Inscrite MH (1984, Façades et toitures, salle du restaurant avec son décor)[125].
- Le manoir des Roches.

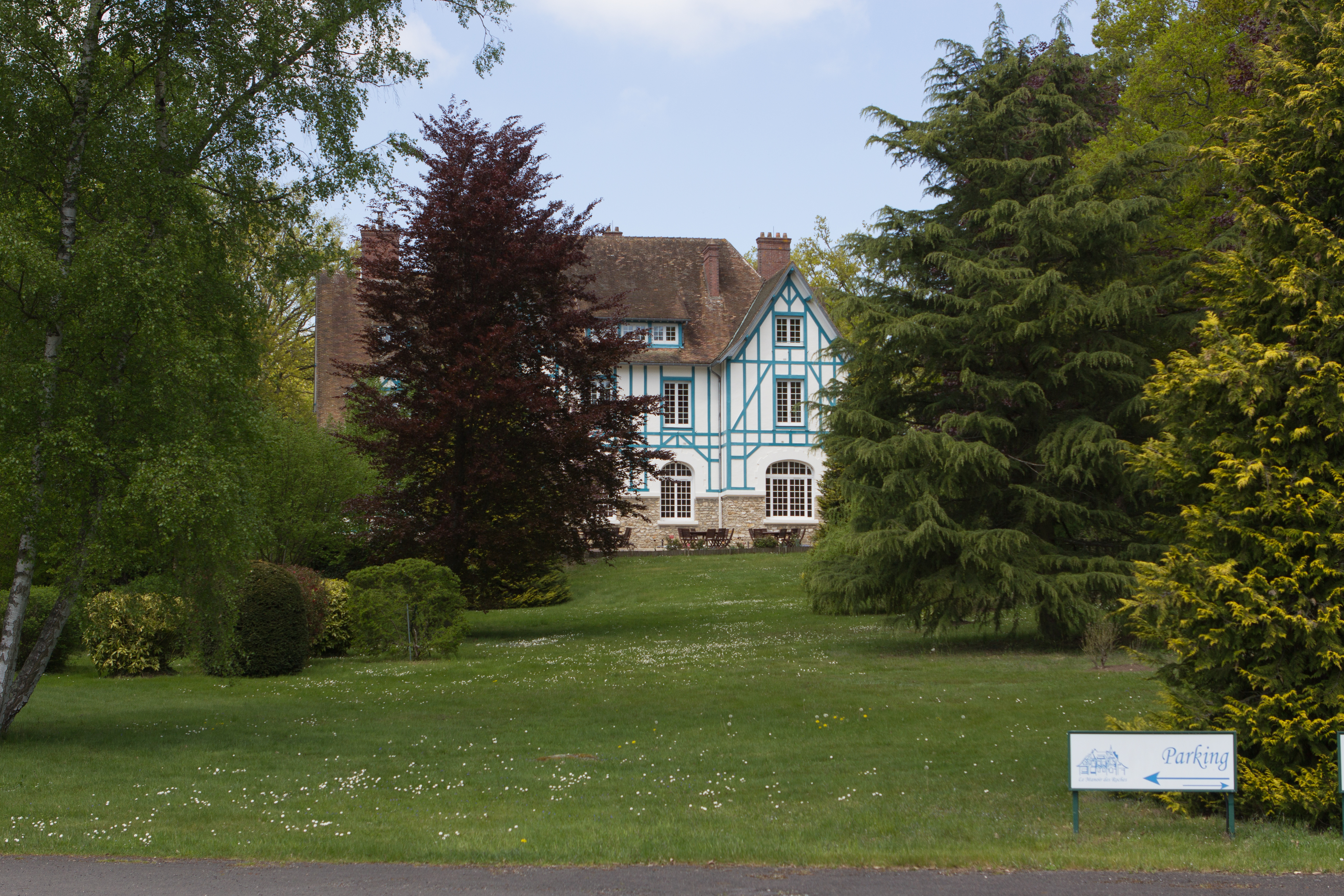
Manoir des Roches.
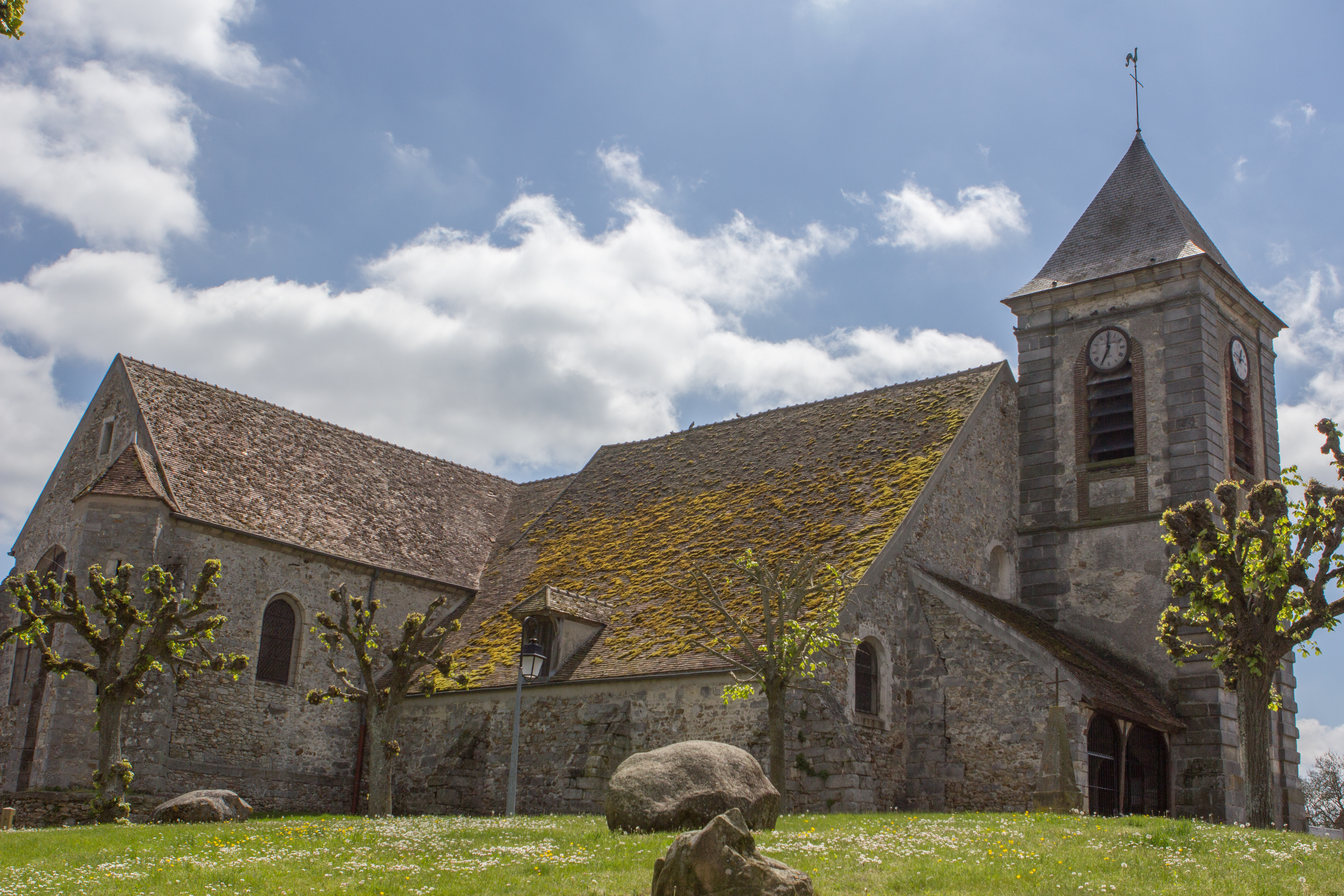
Église Saint-Paul de Chailly-en-Bière.
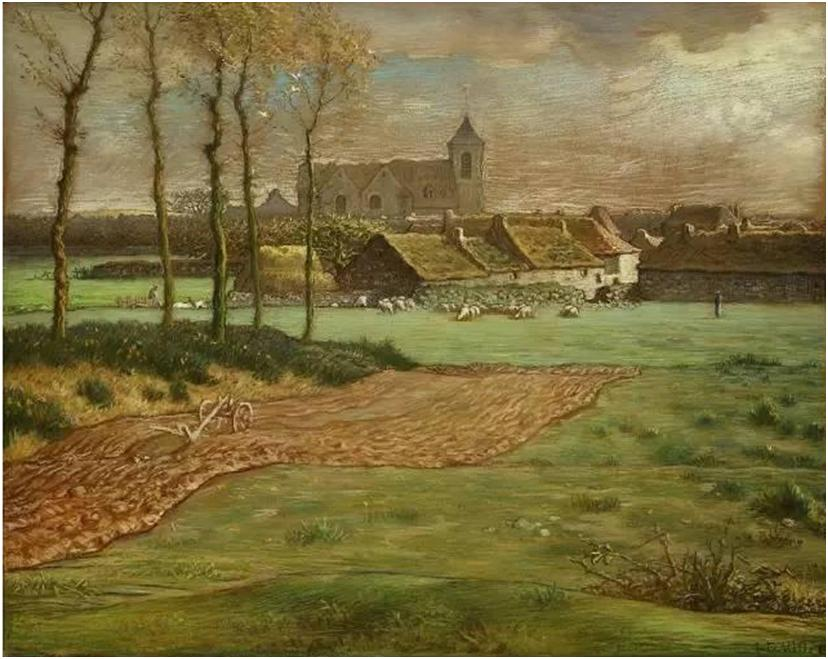
L'église de Chailly, par Jean-François Millet.
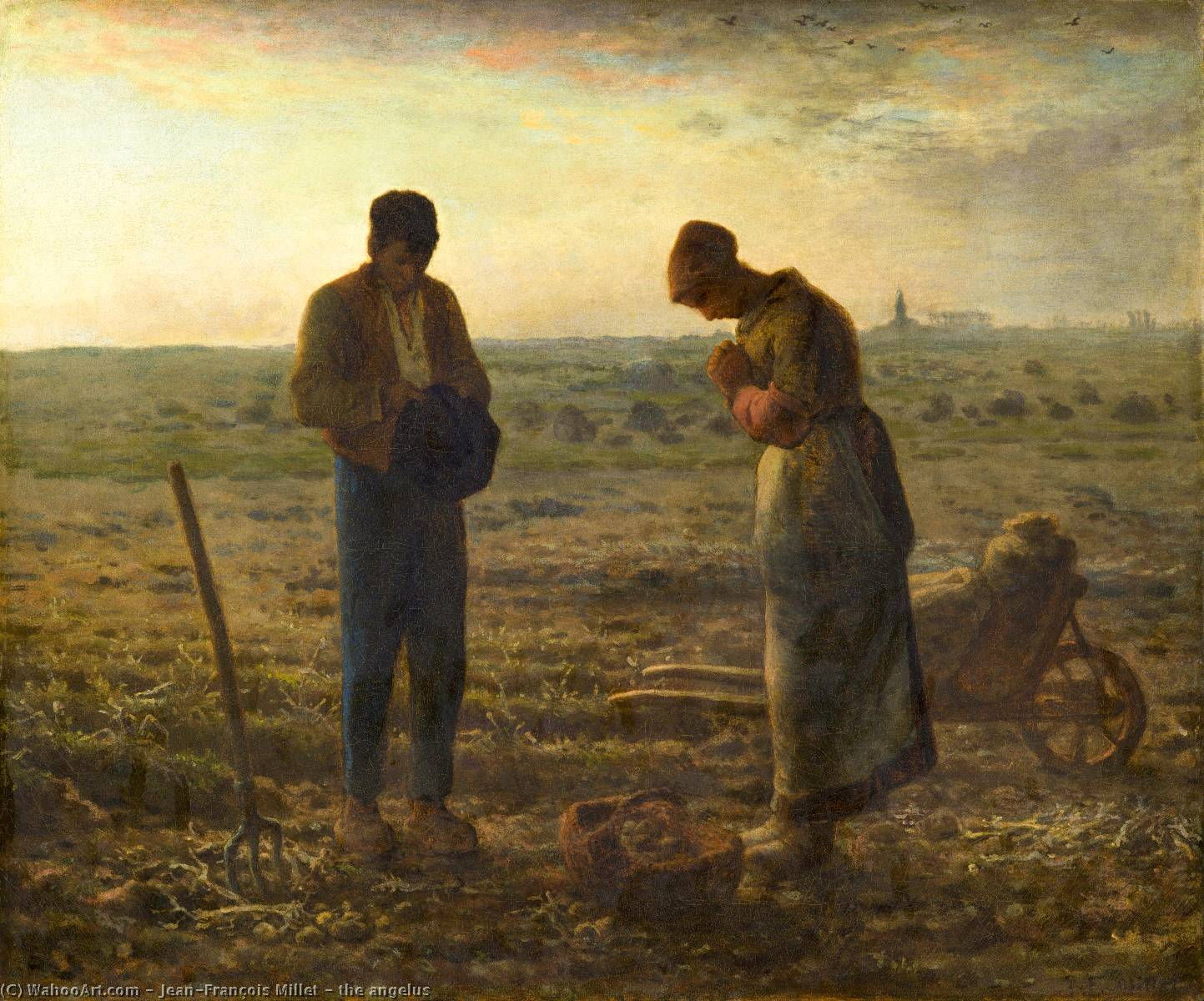
L'Angélus de Jean-François Millet.

### Personnalités liées à la commune
- Alexandre-Gabriel Decamps[pourquoi ?] (1803-1860), artiste-peintre, fondateur de l'orientalisme, précurseur du réalisme ;
- Karl Bodmer (1809-1893), artiste-peintre, influence l'École de Barbizon, est inhumé à Chailly-en-Bière[126] ;
- Théodore Rousseau (1812-1867), artiste-peintre, cofondateur de l'École de Barbizon, est inhumé à Chailly-en-Bière[127] ;
- Jean-François Millet (1814-1875), artiste-peintre, cofondateur de l'École de Barbizon, auteur du tableau L'Angélus (où l'église de Chailly-en-Bière est peinte en arrière-plan), a peint un certain nombre de fresques à même les murs de l'« Auberge du Cheval Blanc » toujours visibles, est inhumé à Chailly-en-Bière[128] ;

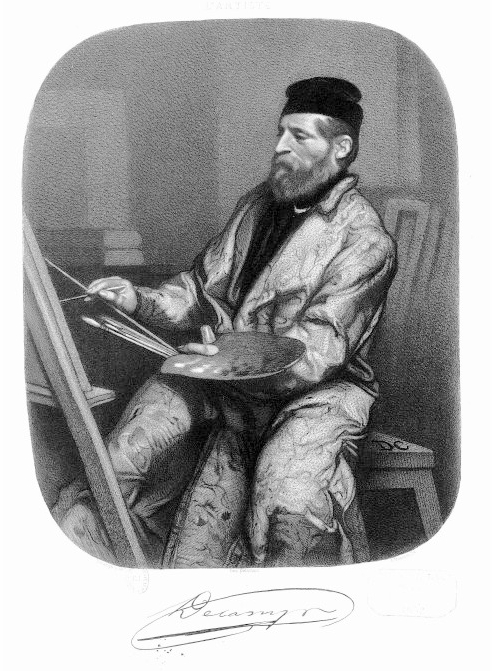
Alexandre-Gabriel Decamps
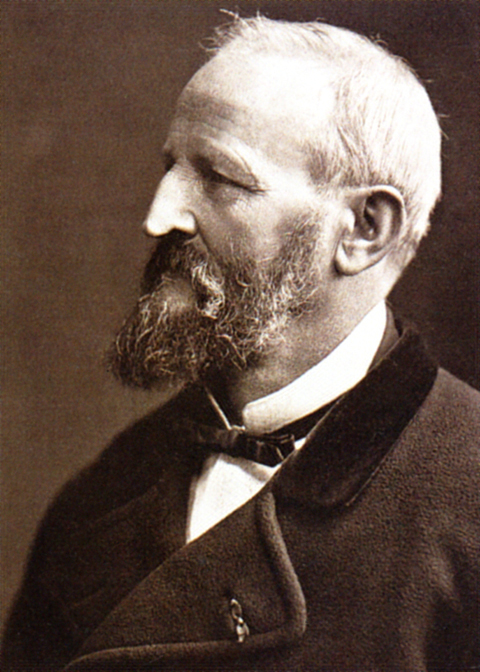
Karl Bodmer
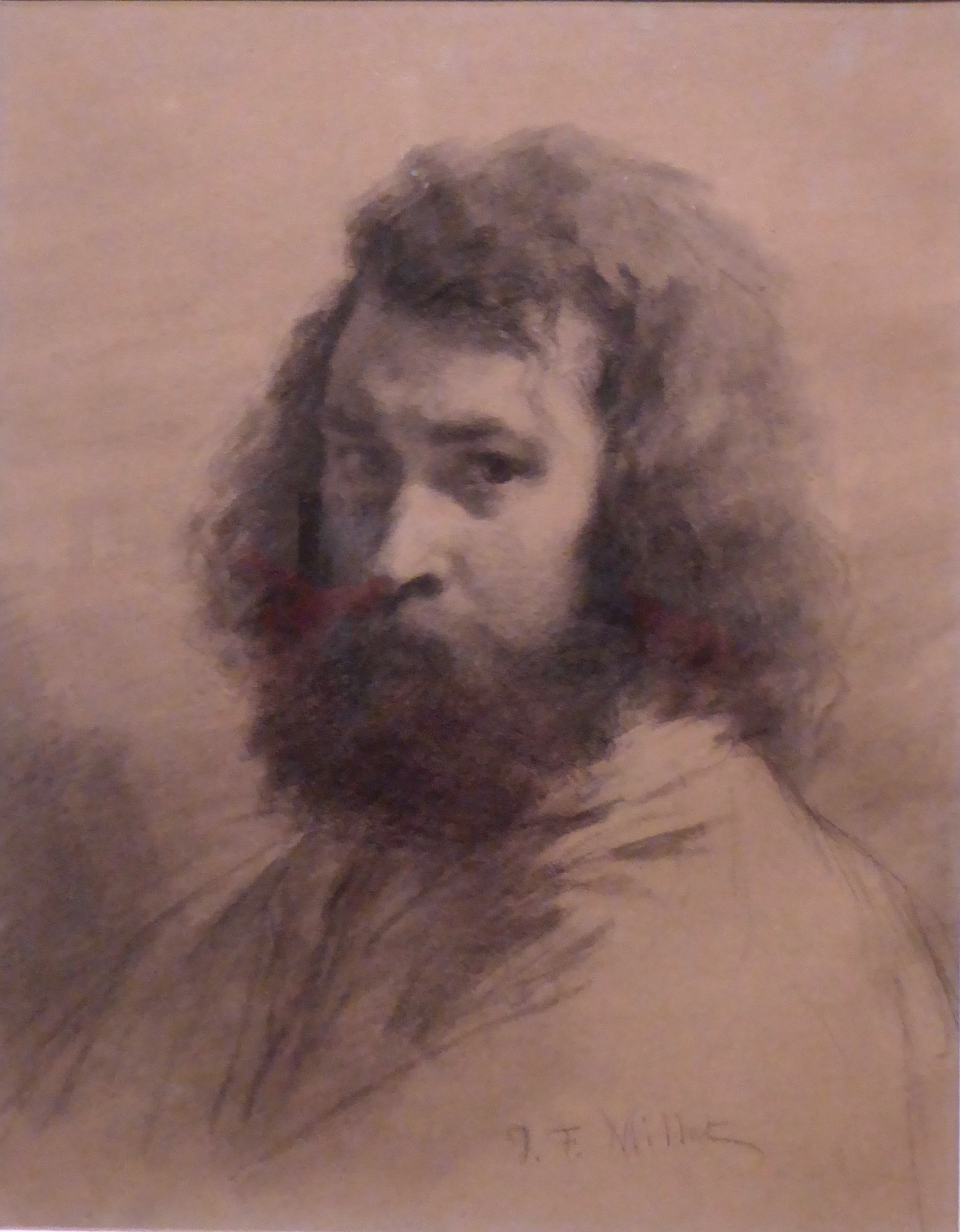
Jean-François Millet
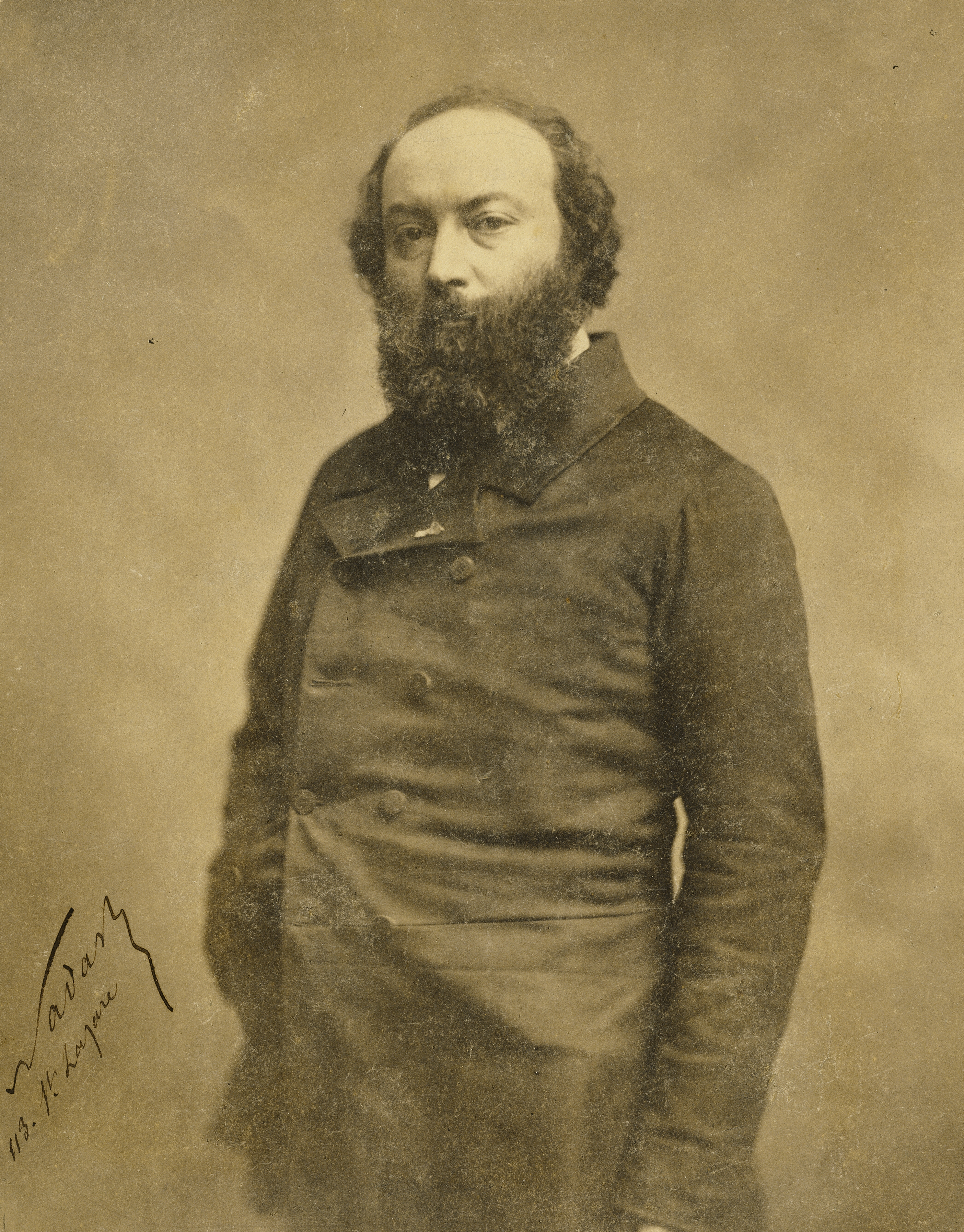
Théodore Rousseau
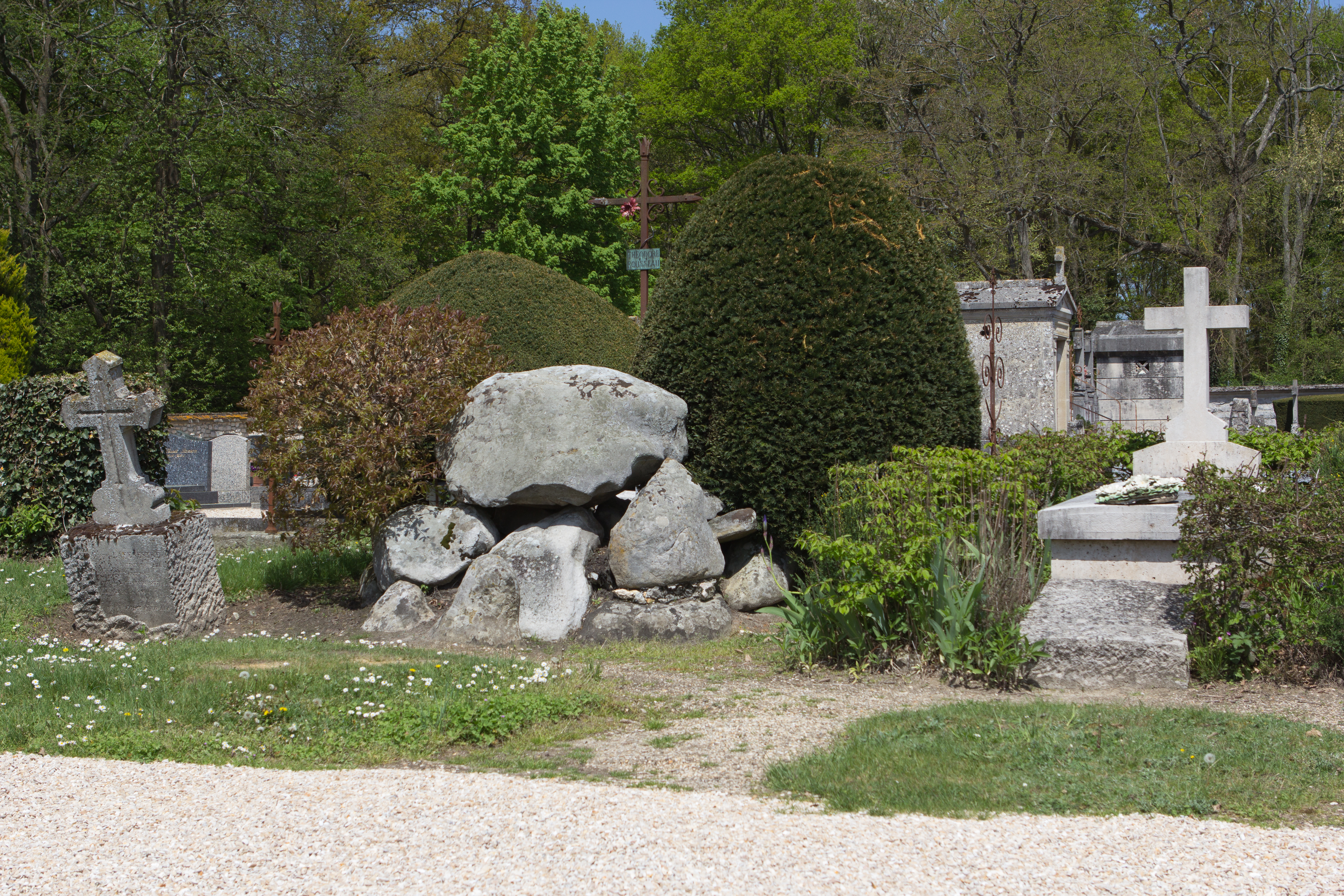
Sépultures de Jean-François Millet et Théodore Rousseau.

### Héraldique
| Blason de Chailly-en-Bière | Blason  | D'azur aux épis d’or passés en sautoir, à la palette du même brochant sur le tout, au chef retrait vairé d'argent et de sable.                                                                        |
| Blason de Chailly-en-Bière | Détails | Blason officiel de la commune. Les épis d'or expriment l'activité agricole du village et la palette d'or fait référence aux origines de la peinture anticonformiste et paysagère de Chailly-en-Bière. |

Devise de la commune : « la Main à l'œuvre » de la famille de Villiers de l'Isle-Adam et plus particulièrement de Philippe de Villiers de L'Isle-Adam. Ceux-ci furent seigneurs de Chailly pendant plus d'un siècle. Cette devise vieille de quatre siècles apparaît en bas du blason.